# Musée national des Arts asiatiques - Guimet
Pour les articles homonymes, voir Guimet.
Ne pas confondre avec le musée d'histoire naturelle - Guimet de Lyon (fermé).
Le musée national des arts asiatiques, couramment appelé musée Guimet, est un musée d'arts asiatiques situé à Paris, 6, place d'Iéna, dans le 16e arrondissement. Il a été inauguré en 1889 sous la dénomination initiale de musée des Religions. Il est un établissement public administratif depuis le 26 décembre 2003.
Fondé à l'initiative de l'industriel et collectionneur lyonnais Émile Guimet (1836-1918) pour la présentation permanente de sa collection — précédemment conservée à l'ancien musée Guimet (1879) de Lyon — le musée Guimet de Paris occupe un bâtiment spécialement construit à cet effet de 1888 à 1889 par l'architecte Charles Terrier. De 1994 à 2001, une restructuration-rénovation complète est réalisée par les architectes Henri et Bruno Gaudin. Il présente aujourd'hui l'une des plus complètes collections d'arts asiatiques au monde.
La façade, les toitures et la bibliothèque ont été inscrites au titre des monuments historiques par un arrêté du 11 juillet 1979.

## Accès
Ce site est desservi par la station de métro Iéna.

## Historique

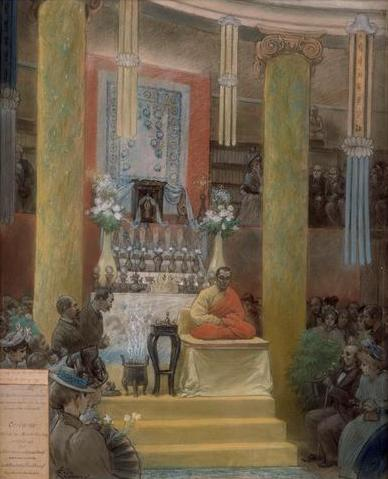
Pastel de Félix Régamey figurant la cérémonie bouddhique tibétaine au musée Guimet présidée par Agvan Dorjiev à laquelle assistent Georges Clemenceau et Alexandra David-Néel le 27 juin 1898.

Le musée s'est constitué à l'initiative d'Émile Guimet (1836-1918), industriel et érudit lyonnais. Grâce à des voyages en Égypte (le musée de Boulaq l'inspirera pour la muséographie de ses futurs musées), en Grèce, puis un tour du monde en 1876, avec des étapes au Japon, en Chine et en Inde, il réunit d'importantes collections d'objets d'art qu'il présenta à Lyon à partir de 1879.
Par la suite, il se spécialise dans les objets d'art asiatiques et transfère ses collections dans le musée qu'il fait construire à Paris par Charles Terrier et qui est inauguré en 1889. Le bâtiment est réalisé avec les mêmes plans que le musée de Lyon. En 1927, le musée Guimet est rattaché à la direction des Musées de France et regroupe d'autres collections et legs de particuliers. C'est désormais la plus grande collection d'art asiatique hors d'Asie.
Entre 1878 et 1925, un musée indochinois, conséquence des découvertes de l'explorateur Louis Delaporte, occupe un tiers de l'aile Passy du palais du Trocadéro ; les objets présentés sont ensuite transférés au musée Guimet, sauf 624 plâtres du temple d'Angkor qui restent au Trocadéro, donnés en 1936 au musée des monuments français, qui se trouve dans le nouveau palais de Chaillot,.
Le musée Guimet gère aussi le Panthéon bouddhique - Hôtel Heidelbach, tout proche, et le musée d'Ennery consacrés, eux aussi, à l'art asiatique. Toutefois, alors que les collections sont réparties dans le musée par aire géographique et selon une évolution stylistique ayant pour but la connaissance de l'histoire des arts de l'Asie, l'approche du panthéon bouddhique est plus liée au projet originel d'Émile Guimet puisque son but est, par le choix d'objets particulièrement signifiants sur le plan iconographique, la connaissance des religions, en l'occurrence celles des formes de bouddhismes extrême-orientaux (Chine-Japon).
Les collections du musée, relativement exhaustives sur le plan de la répartition géographique de l'Asie orientale, présentent essentiellement des objets archéologiques ou d'arts anciens, et ont offert plus de diversification avec la création d'un département des textiles grâce au legs de Krishnâ Riboud.
Une place, bien que limitée, est également accordée désormais à l'art contemporain par des acquisitions et des expositions temporaires. En ce qui concerne les collections ethnologiques ou celles en marge des grands courants culturels et religieux (production des populations autrefois qualifiées de tribales), elles trouvent leur place dans le cadre du musée du Quai Branly.
S'adaptant à l'évolution du monde muséal dans lequel les missions du musée s'étendent à celles d'un centre culturel, le musée organise des manifestations culturelles liées aux cultures de l'Asie : rétrospectives cinématographiques, récitals et concerts, spectacles de danse et de théâtre.

## Controverse
En 2024, le musée suscite la polémique en renommant les salles « Népal - Tibet » en « Monde himalayen » dans le cadre de la refonte de son parcours de visite,. Il lui est reproché également de désigner le Tibet sous l’appellation chinoise « Tubo », alors que celle-ci serait inadaptée et alors que les autres régions voisines de la Chine sont désignées par leur appellation moderne,.
Interpellée par le député Charles de Courson sur le sujet en mars 2025, la ministre de la Culture Rachida Dati avait défendu le musée en argumentant que la référence au monde himalayen est ancienne et que d'autres musées comme le Metropolitan Museum (New York) ou le Smithsonian (Washington DC) emploient une catégorisation similaire.
En juillet 2025, quatre associations saisissent le tribunal administratif afin de contraindre le musée Guimet à réécrire les cartels consacrés au Tibet, au motif que le musée a pour mission statutaire d'être un outil de diffusion de la culture et des connaissances et que la suppression de toute référence au Tibet contrevient à cette mission.
Cette controverse illustre, pour l'association France-Tibet, une emprise politique et culturelle de la Chine sur le musée Guimet.
Dans une tribune publiée dans le journal Le Figaro en juillet 2025, le musée Guimet réfute ces accusations et dénonce une « attaque infondée basée sur des arguments plus politiques que culturels et scientifiques ».

## Les départements de conservation: les collections

### Rez-de-chaussée

#### Collection Asie du Sud-Est

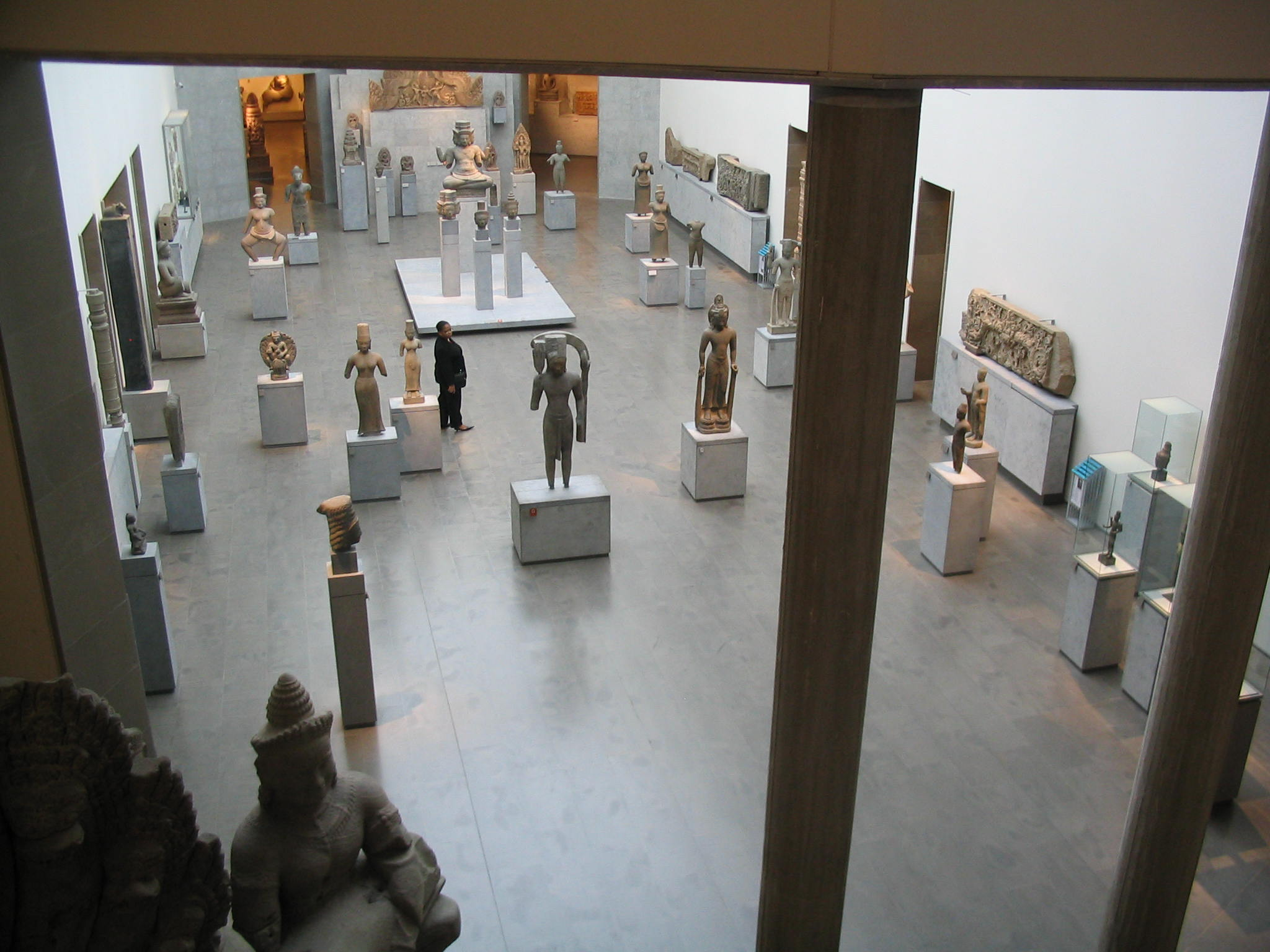
Vue en plongée sur les collections de l'Asie du Sud-Est, au rez-de-chaussée.

Cette collection, une des plus riches du musée, qui ouvre la visite, est, pour sa majeure partie, consacrée à la statuaire et au décor architectural de l'Empire khmer (IXe – XIIIe siècle). Elle comporte également, quoique dans des proportions moindres, des témoignages de l'Art du Champā (IIe – XVIIe siècle), de la Thaïlande (art de Dvaravati, Ayodhaya, Ayuthya), du Siam, de l'Indonésie, de la Birmanie, du Laos, du Cambodge et du Vietnam.
Parmi les œuvres de cette collection, se trouve le porche de grès rose du temple khmer de Banteay Srei (Xe siècle). La nature de ce grès a permis au monument de très bien résister au temps, et il a été démonté puis remonté dans d'excellentes conditions, sur place. Mais certaines parties n'ayant pu être remontées par manque des assises originelles sont encore à terre exposées au passage des touristes.
Le fragment visible au musée donne à voir une composition commanditée pour cette fondation shivaïte : la belle apsara Tilottama, sous un arbre dont elle était en train de cueillir les fleurs odoriférantes, lorsqu'elle est surprise par les démons Sunda et Upasunda. Les dieux ont délégué la belle afin de donner l'occasion à ces deux démons de se détruire mutuellement et ainsi mettre fin à leur démoniaque pouvoir, bien qu'obtenu par l'ascèse, telle qu'elle est conçue dans de monde de l'hindouisme.

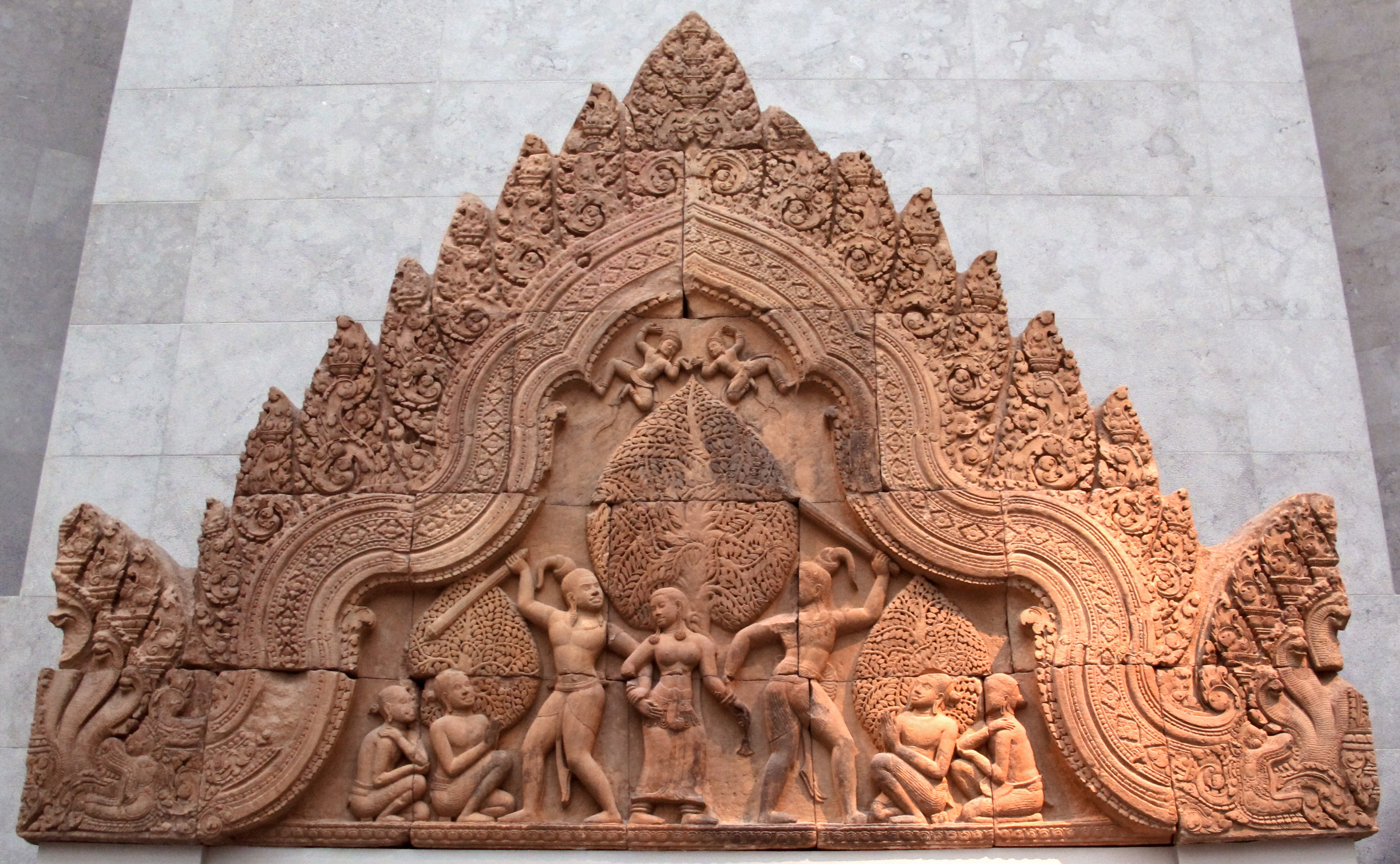
Fronton. Porche ouest du gopura III. Est de Banteay Srei, province de Siem Reap, Cambodge. Style de Banteay Srei, vers 967. Grès, H. 195, L. 269, P. 64 cm.

#### Collection Inde
- Vestiges archéologiques

Ces objets de fouilles, dont les plus rares proviennent de la civilisation de la vallée de l'Indus tandis que les plus nombreux proviennent de l'Inde du Sud, témoignent des relations commerciales de l'Inde antique avec le monde occidental, et en particulier romain.
- Statuaire

Les sculptures relèvent, pour l'essentiel, des pratiques religieuses du bouddhisme, du brahmanisme et du jaïnisme qui sont apparues sur le sol du monde indien (et sur le territoire de l'ancien royaume indo-grec) et ont, pour les deux premières, généré de nouvelles esthétiques dans les arts de la Chine, du Japon et de l'Asie du Sud-Est. Souvent en pierre locale (grès rouge, marbre, schiste) elles proviennent des grands sites archéologiques de l'Inde, et un magnifique ensemble est constitué de l'art du Gandhâra (au premier étage en tant qu'arts de l'Afghanistan et du Pakistan) et de celui de l'empire Gupta.
Les bouddhistes, ainsi que les hindous et les jaïns, ont laissé des temples et monastères excavés ou construits, couverts de sculptures figuratives et de décors, dont le musée garde quelques témoins de grande qualité : en voici quelques exemples notables : Mathura, Nasik, Sânchî, Ajanta, Badami, Aihole, Ellora, Elephanta, Aurangabad, Mamallapuram, Pattadakal ou Le Kailasanatha de Kanchipuram, le Temple de Brihadesvara de Tanjore...
- Objets d'art et bijoux

La galerie présentant la collection Riboud expose des textiles indiens (à ne pas confondre avec les indiennes) et d'Asie, en général inaccessibles dans les autres musées, ainsi qu'une sélection de la précieuse collection de 150 objets d'art, dont certaines productions de l'art moghol relèvent de la bijouterie d'exception.
- Peintures, enluminures et manuscrits

Ce sont, pour la plupart, des miniatures et quelques peintures mobiles, d'époque moghole mais où se manifeste souvent la tradition littéraire indienne. Les miniatures sont exposées, par rotation avec d'autres collections, dans la rotonde de l'ancienne bibliothèque, au premier étage.

### Premier étage

#### Collection Chine
Elle comporte 20 000 œuvres couvrant sept millénaires d'art chinois, avec de la céramique chinoise néolithique et des bronzes chinois, des sculptures et maquettes antiques (pour la plupart des mingqi), des objets en jade et même en laque parfaitement conservés, des grès céladon, dès la période des Trois Royaumes de Chine, des grès aux trois couleurs des Tang... et les fameuses porcelaines xing, puis bleu et blanc, famille verte et famille rose - ainsi que des peintures chinoises sur rouleaux (verticaux, que l'on peut suspendre au mur, et rouleaux horizontaux, portatifs et même des éventails peints). Les collections couvrent toute l'histoire de l'art chinois jusqu'au XXe siècle avec de nombreuses pièces d'exception pour ce qui concerne l'art ancien. De très nombreux témoignages évoquent les cultes traditionnels chinois ainsi que le bouddhisme, intégré à la culture chinoise depuis les premiers siècles de notre ère, avec de splendides sculptures. Le mobilier traditionnel chinois est bien représenté par des pièces de collection de grande valeur esthétique.
Cette collection a elle-même une histoire : dans le prolongement du projet d'Émile Guimet, qui envisageait un musée d'histoire comparée des religions, les collections rassemblées par la suite restituent une vision scientifique, qui même si elle expose des œuvres d'art de qualité exceptionnelle, s'écarte nettement de l'engouement pour les chinoiseries qui était encore à la mode, à la fin du XIXe siècle. Les travaux scientifiques d'Édouard Chavannes (1865-1918) et de Victor Segalen (1878-1919) ont permis de bâtir une collection qui en reflète tous les aspects culturels et artistiques. Cette première collection, au début du XXe siècle, se voit considérablement enrichie en 1945 avec le fonds des objets d'arts asiatiques du musée du Louvre : en particulier les céramiques réunies par Ernest Grandidier. De nombreux donateurs et une politique d'acquisition cohérente ont donc permis en 125 ans de présenter une collection essentielle qui éclaire, avec un dispositif pédagogique efficace, l'histoire de l'art et l'archéologie de la Chine ainsi que tous les aspects essentiels de sa culture.

#### Collection Asie centrale
L'essentiel de cette collection provient de la mission Paul Pelliot de 1906-1909. Les régions concernées bénéficiant d'un climat très sec sur la route de la soie, des sculptures de bois et de terre non cuite ont pu être préservées, et le caractère spirituel propre à ces témoins fragiles s'en trouve d'autant plus émouvant. En effet la rencontre de l'expansion du bouddhisme sous ses formes artistiques et de l'art chinois ont produit, ici, une vaste gamme de variations marquée par cette hybridation des deux cultures aux premiers siècles de notre ère, jusqu'aux IXe – Xe siècles.

#### Collection Afghanistan et Pakistan
Avec pour noyau de la collection les acquisitions faites par Alfred Foucher ainsi que celles des fouilles archéologiques de la DAFA (Délégation archéologique française en Afghanistan), cette collection est consacrée aux arts gréco-bouddhiques des royaumes situés dans les États actuels de l'Afghanistan et du Pakistan : 
- arts du Gandhâra (dont un des fleurons est le fameux bodhisattva Foucher) ;
- vestiges du site archéologique de Hadda, caractérisé par l'usage du stuc, aujourd'hui anéanti après les bombardements américains en Afghanistan (Génie aux fleurs, stūpa) ;
- vestiges du monastère de Fondukistan ;
- le trésor de Begrâm, collecté par Joseph Hackin en 1937 dans le cadre de la DAFA. Ce trésor contenant des ivoires du style de Mathura (dont des exemplaires ont été trouvés à Pompéi), des laques chinoises de l'époque Han ainsi que de la verrerie romaine est un témoignage essentiel des échanges commerciaux denses que connaissait la région à l'époque.

#### Collection arts de l'Himalaya
Avec pour noyau la collection de statuettes en bronze provenant d'Émile Guimet, enrichie en 1912 par les bronzes et les peintures rapportées par Jacques Bacot et d'autres dons en mémoire de Gustave-Charles Toussaint, cette collection qui compte 2 000 œuvres est consacrée à l'art essentiellement religieux du Tibet et du Népal : statuettes, objets cultuels, thangka, révélant pour la première fois en France l'art tibétain.
Depuis la donation Lionel Fournier de 1989, le musée Guimet possède la plus riche collection au monde d'art tibétain,. Le Musée national des arts asiatiques - Guimet possède, entre autres, un livre de visions secrètes Dzogchen du 5e dalaï-lama qui fut le disciple/maître de Terdak Lingpa. La plupart de ces œuvres ne sont pas présentées dans les collections permanentes mais ont été montrées durant deux expositions,.

#### Collection Riboud - Textiles
- Krishnā Riboud (1926-2000)

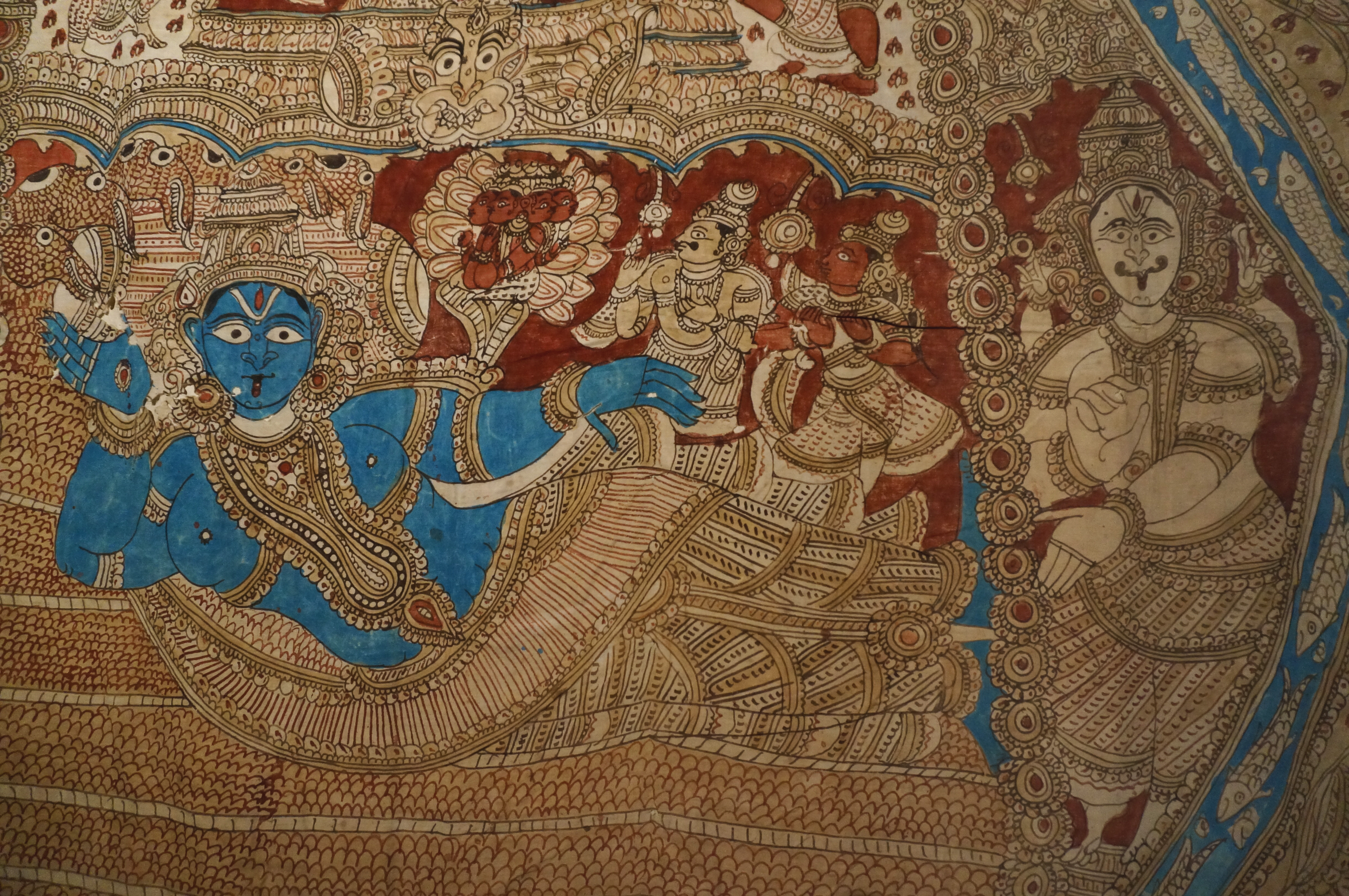
Vishnou sur le serpent d'Éternité, toile de coton peinte du XIXe siècle venant de Kalahasti situé en Andhra Pradesh.

Krishnā Riboud est née en 1926 à Calcutta au sein de l'illustre famille Tagore. Elle obtient un B.A. de philosophie en 1947 à Boston et épouse Jean Riboud, qui travaille dans une banque américaine après avoir réchappé en 1945 au camp de Buchenwald.
En 1951, Jean Riboud entre chez Schlumberger, la plus grande multinationale de services pétroliers, dont il va faire en quelques années un des plus puissants groupes industriels du monde. Krishnā Riboud, qui retourne souvent dans son pays natal, s'intéresse aux arts et traditions populaires de l'Inde et réunira une très riche collection de textiles indiens. Le couple donne aussi, en 1960, à l'université de Chandigarh une très importante collection de lithographies de Matisse, Léger et autres artistes occidentaux contemporains célèbres. En 1962, elle organise à Paris une grande exposition de textiles afin de réunir des fonds d'aide aux victimes du conflit sino-indien et cette exposition est l'occasion de liens avec le musée Guimet et sa conservatrice Jeannine Auboyer. Celle-ci lui confie, en 1964, en qualité de chargée de mission, l'étude de la collection de textiles du musée, en particulier ceux qui ont été collectés par la mission Paul Pelliot en Asie centrale.
Dans les années 1970, elle devient vice-présidente du Comité international pour l’étude des textiles anciens (CIETA), lance un programme de recherche et publie, en collaboration avec Gabriel Vial, professeur à l'école des textiles de Lyon, les résultats de leurs études sur les textiles d'Asie. Ils auront été analysés, non plus d'un point de vue seulement iconographique et d'historien d'art, mais d'un point de vue technique, essentiel pour poser les problèmes relatifs aux échanges culturels et artistiques en Asie, lieu de productions et de passages.
En 1979, Jean Riboud met en place l'Association pour l'étude et la documentation des textiles d'Asie (AEDTA) qui devient un modèle pour ce type d'étude et la plus importante collection privée consacrée aux textiles d’Asie.
En 1985, le couple Riboud participe activement à l'année de l'Inde en France, mais ce sera leur dernière entreprise commune : Jean Riboud disparaît cette année-là. En 1990, Krishnâ Riboud effectue une première donation de 150 pièces issues de la collection de l'AEDTA au musée Guimet et en 2003, 3 800 pièces supplémentaires viennent s'ajouter à la collection ainsi que 150 objets et aquarelles témoignant des techniques de tissage. C'est la « collection Riboud ».
En 1991 et 1992, l'AEDTA organise avec le musée Guimet une grande exposition de textiles japonais (Manteau de nuages : Kesa japonais) à Lyon, Paris, Lisbonne et Kyoto. La collection de l'AEDTA apparaît aussi en 1998 à l'exposition La route des Indes. La fin des années 1990 a été une période de nombreuses publications par les meilleurs experts en textiles, publications dont elle est à l'initiative et qu'elle a soutenues, et qui sont aujourd'hui des ouvrages de référence.
D'autres dons de grande valeur, allant de l'Asie Centrale et Orientale à l'Inde et à la Chine, ont été mentionnés dans les colonnes d’arts asiatiques dans les pages des nouvelles acquisitions. Le grand spécialiste londonien Mark Zebrowski l'avait aidée à réunir plusieurs des plus beaux objets d'art qui seront dorénavant présentés dans la galerie Jean et Krishnā Riboud du musée Guimet. La grande exposition de 2004 Lumières de soie. Soieries tissées d'or de la collection Riboud a présenté certaines des plus belles pièces de la collection.
La collection Riboud, un des plus beaux ensembles de textiles et d'objets d'art indiens des XVIIe, XVIIIe et début XIXe siècle, est présentée par rotation dans les vitrines de la galerie car sa richesse égale les plus grandes collections mondiales de textiles d'Asie : Cleveland Museum of Art, Metropolitan Museum of Art de New York, musée d'Art du comté de Los Angeles, Victoria and Albert Museum de Londres et Galerie nationale d'Australie de Canberra. Objet d'un livre L’Inde des princes, d'Amina Okada, dans la série Les trésors du musée, elle couvre des périodes allant de la Chine des Royaumes Combattants au Japon et à l’archipel indonésien du XXe siècle. Mais l'essentiel est centré sur l'Inde dans toute la diversité de son territoire et de ses textiles, teints, imprimés ou peints, jusqu'aux célèbres lampas d'Assam.

### Deuxième étage

#### Collection Chine
Cet étage prolonge la présentation des collections exposées au premier étage.

#### Collection Corée
La collection coréenne, constituée de plus de 1 500 œuvres de nature diverses (peintures, céramiques, statues, textiles…), couvre pratiquement toutes les époques. Relativement pauvre en punch’ong, paysages et peintures lettrées (influencées par la peinture de lettrés chinois), elle accorde en revanche une part importante au bouddhisme. L’accroissement de la surface d’exposition, qui passe de 69 m2 dans les années 1980 à 360 m2 aujourd’hui, et le renforcement des collections, dont témoignent les récentes acquisitions de bronzes de l’époque du royaume de Goryeo (Xe – XIVe siècle), de peintures profanes lettrées ou de sculptures de tombes de la période Joseon (1392-1910), permettent toutefois de montrer le panorama le plus complet possible des arts de la Corée.

#### Collection Japon

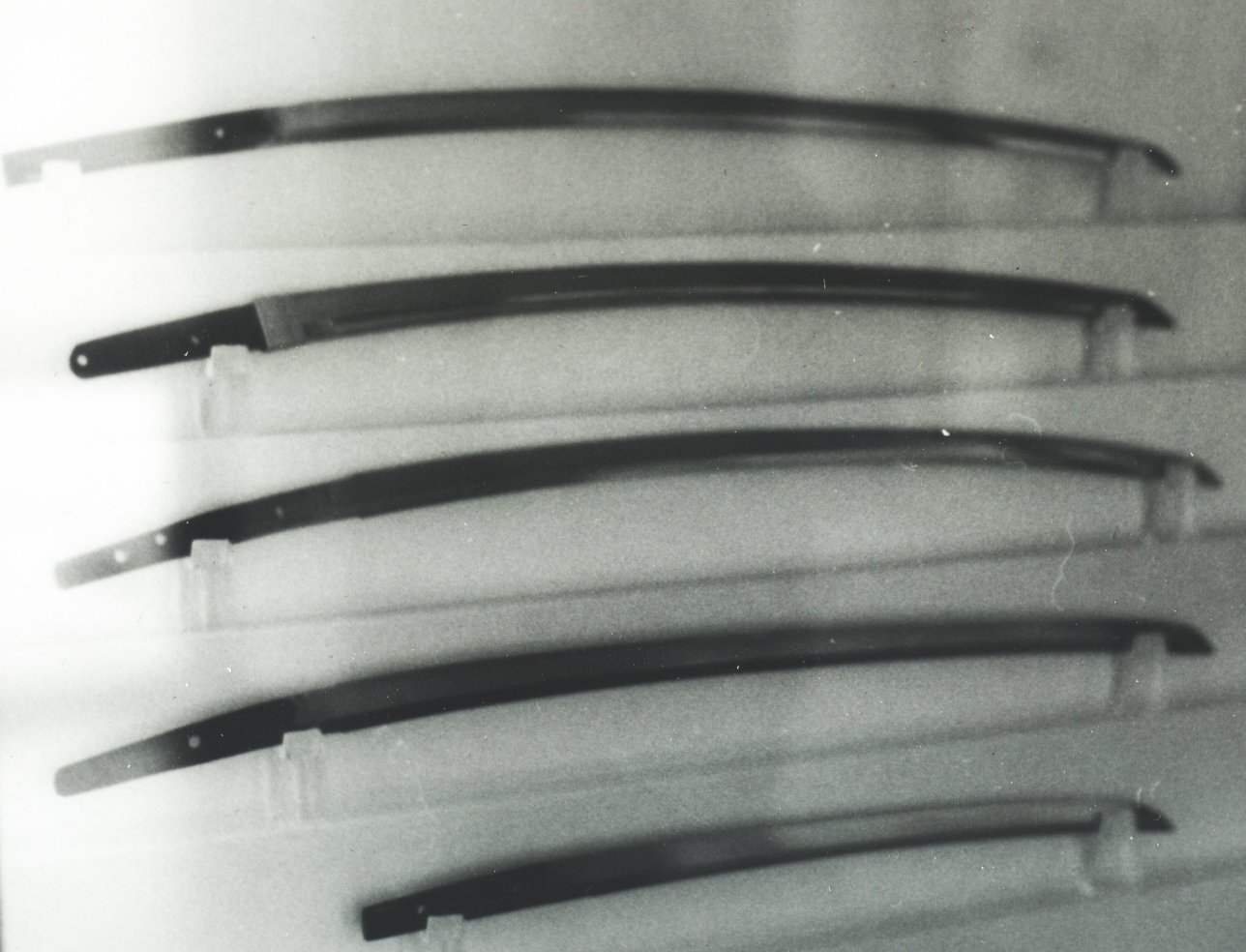
Lames de sabres (wakizashi, katana et tachi).

Cette collection compte 11 000 œuvres qui permettent d'évoquer toute l'histoire artistique du Japon depuis l'époque des chasseurs-cueilleurs et leurs curieux dogū où la figuration stylisée du corps donne lieu à des inventions d'une surprenante « modernité », et les vases en céramique de la période Jōmon aux formes étonnamment « baroques » . Puis on rencontre quelques belles peintures au lavis d'encre noire sumi-e, des tenues complètes de samouraï et un ensemble de lames de sabres. Les imposantes statues des gardiens redoutables de l'époque Kamakura s'opposent au calme d'un moine Zen du XVIe siècle, d'un naturalisme inattendu à proximité de plusieurs Bodhisattva bosatsu. Les accessoires de la vie quotidienne constituent des ensembles appréciés du public : masques du théâtre nô, petites boîtes Inrō et netsuke (ces minuscules sculptures qui représentent hommes et femmes, enfants et vieillards, fleurs et animaux, stylisés avec élégance ou caricaturés avec humour). Ces collections nous font traverser la période historique proprement dite jusqu'à de beaux ensembles de livres manuscrits illustrés, comme Le Dit du Genji et plusieurs paravents peints riches de détails suggérant la vie du Japon ancien dans ses aspects les plus intimes comme les plus quotidiens.
Une galerie de céramique permet de faire apprécier la céramique japonaise sous tous ses aspects, du plus sobre au plus somptueux. Les célèbres raku comme la porcelaine d'Imari. Tous les accessoires de cérémonie du thé s'y trouvent déclinés dans des styles variés.

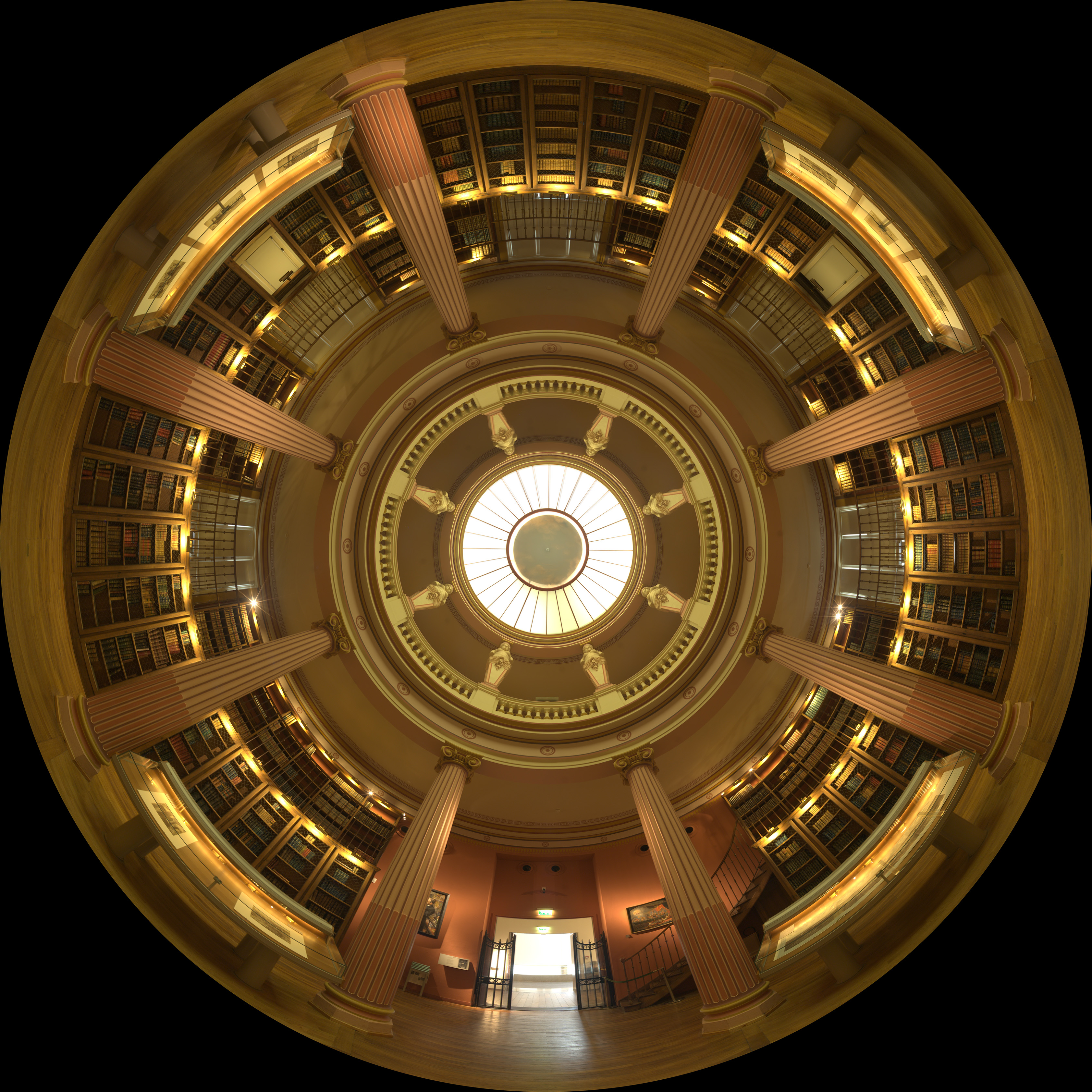
La coupole de la rotonde de la bibliothèque du musée Guimet.

#### Bibliothèque

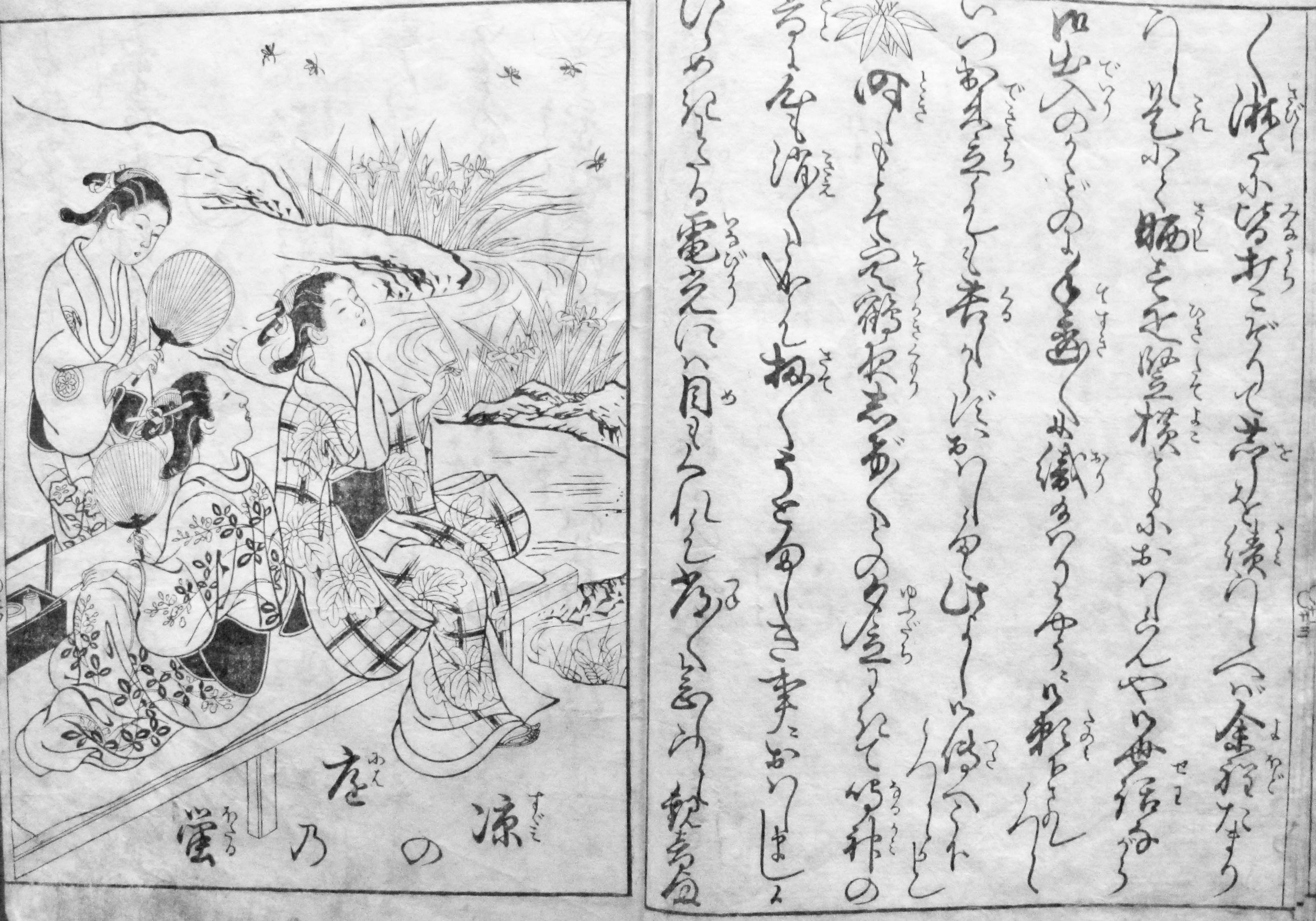
Manuel épistolaire pour dames, illustrations de Nishikawa Sukenobu (1671-1750). Japon, Kyoto et Edo (Tōkyō), 1728. Xylographie en noir, H. env. 20 cm.

La rotonde qui jouxte la galerie de la collection Riboud est une bibliothèque-musée comme la bibliothèque de l'Opéra de Paris. Ouverte dès 1889, elle conserve plus de 100 000 volumes et 1 500 titres de périodiques. Elle offre surtout l'occasion de déployer, par rotation, des ensembles fragiles comme les miniatures indiennes (peinture moghole ou râjput), les estampes japonaises et des ouvrages illustrés du Japon, etc.
Mais la bibliothèque, ouverte au public et constituée d'un ensemble très complet de collections d'ouvrages spécialisés destinés à répondre aux besoins de la recherche contemporaine, se situe au rez-de-chaussée. À côté des périodiques provenant du monde asiatique et de France, parmi lesquels on trouve les publications des chercheurs, on peut y consulter de nombreux ouvrages de référence sur l'Asie, ainsi que des ouvrages anciens dont des cartes chinoises du XVIIIe siècle, des livres musulmans en chinois, des livres mandchous précieux, des livres en tibétain par centaines...

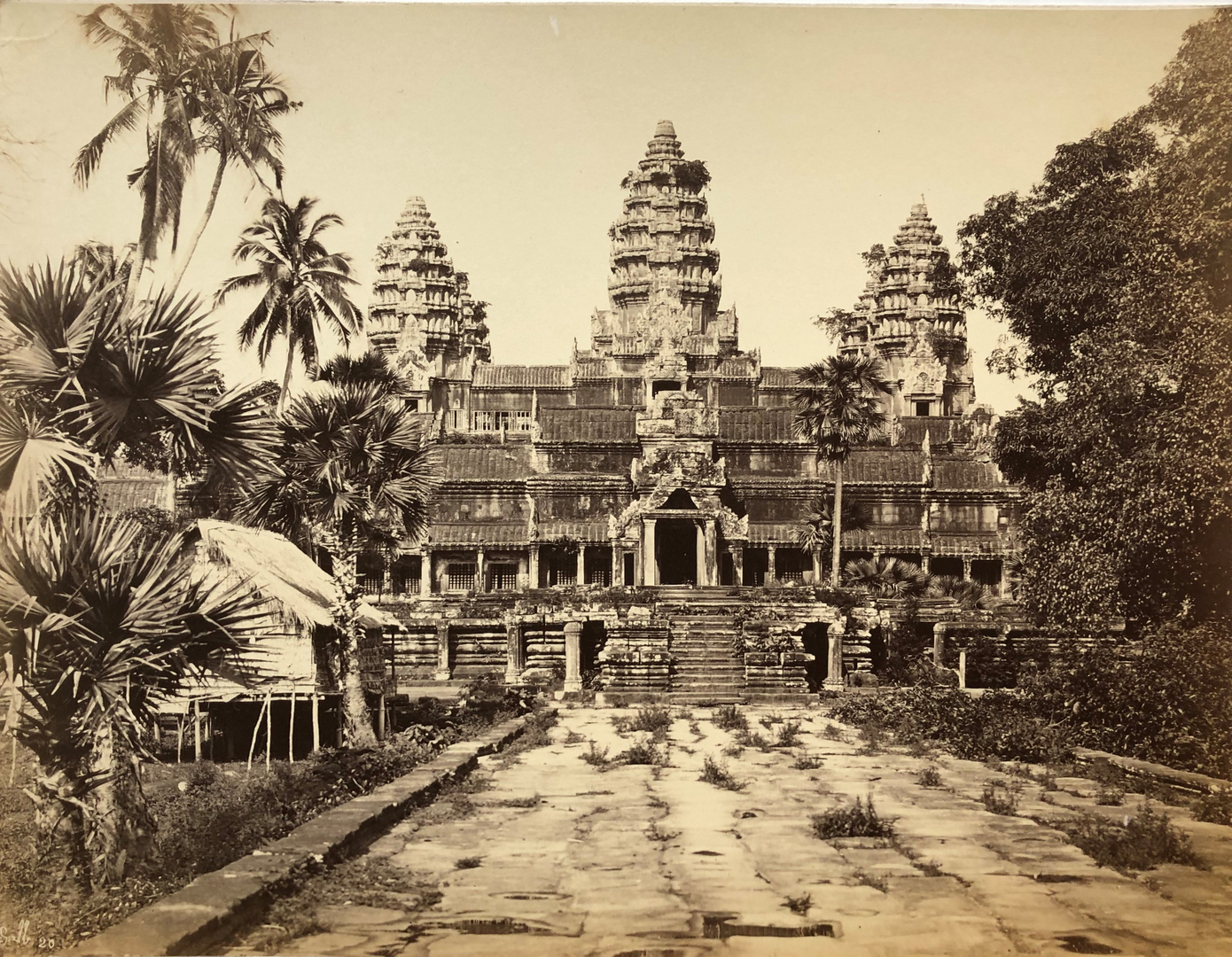
Vue d'Angkor Vat. Photographie d'Émile Gsell (1838-1879). Épreuve sur papier albuminé d'après négatif sur verre au collodion pris en 1866.

### Troisième étage

#### Collection Chine
Poursuite de la présentation de la collection, dans la rotonde, avec de grands ensembles décoratifs sous la forme de paravents peints ou laqués de grande taille dont un paravent à douze feuilles, de la dynastie Qing, période Kangxi (1662-1722), en bois laqué.

#### Collection photographique
Les archives photographiques du musée sont estimées à près de 500 000 photographies aux supports variés, couvrant une majorité des pays d’Asie des années 1850 à la création contemporaine. Elles conservent bien sûr des reproductions des œuvres du musée dans la chronologie de leur présentation mais surtout une importante collection de photographies de voyageurs, témoignant parfois des qualités de grands photographes professionnels et, pour certaines, datant des premiers temps de la photographie. Elles ont été prises au Moyen-Orient, en Inde et en Extrême-Orient. Celles de Samuel Bourne (1834-1912), Felice Beato (v.1825-v.1908) ou Émile Gsell (1838-1879) en particulier : ces belles photographies anciennes nous révèlent de superbes vues des paysages, des sites et de l'architecture de l'Asie, mais aussi d'innombrables portraits et scènes de la vie quotidienne, dont la valeur ethnographique, sociale et historique est reconnue. Par ailleurs les missions archéologiques françaises en Chine (Édouard Chavannes, Paul Pelliot et Victor Segalen) ou en Afghanistan (Alfred Foucher, puis Joseph Hackin) offrent un autre regard, plus porté sur le détail, renseignent sur les conditions du travail archéologique et nous montrent les chefs-d'œuvre au moment de leur découverte, parfois émergeant encore des sables du désert du Xinjiang !

## Le prix Émile-Guimet de littérature asiatique
Le 28 juin 2017 s'est tenue à l'hôtel Heidelbach la première édition du prix Émile Guimet de littérature asiatique. Le lauréat, l'Indien Rana Dasgupta, a reçu le prix des mains du président de cérémonie Jean-Claude Carrière pour son roman Delhi Capitale.

## Directeurs et présidents

Jean-François Jarrige.

- 1923-1941 : Joseph Hackin
- 1941-1953 : René Grousset
- 1953-1965 : Philippe Stern
- 1965-1980 : Jeannine Auboyer
- 1982-1986 : Vadime Elisseeff
- 1986-2008 : Jean-François Jarrige
- 2008-2011 : Jacques Giès
- 2011-2013 : Olivier de Bernon
- 2013-2022 : Sophie Makariou[30]
- depuis 2022 : Yannick Lintz[31].

## Galerie

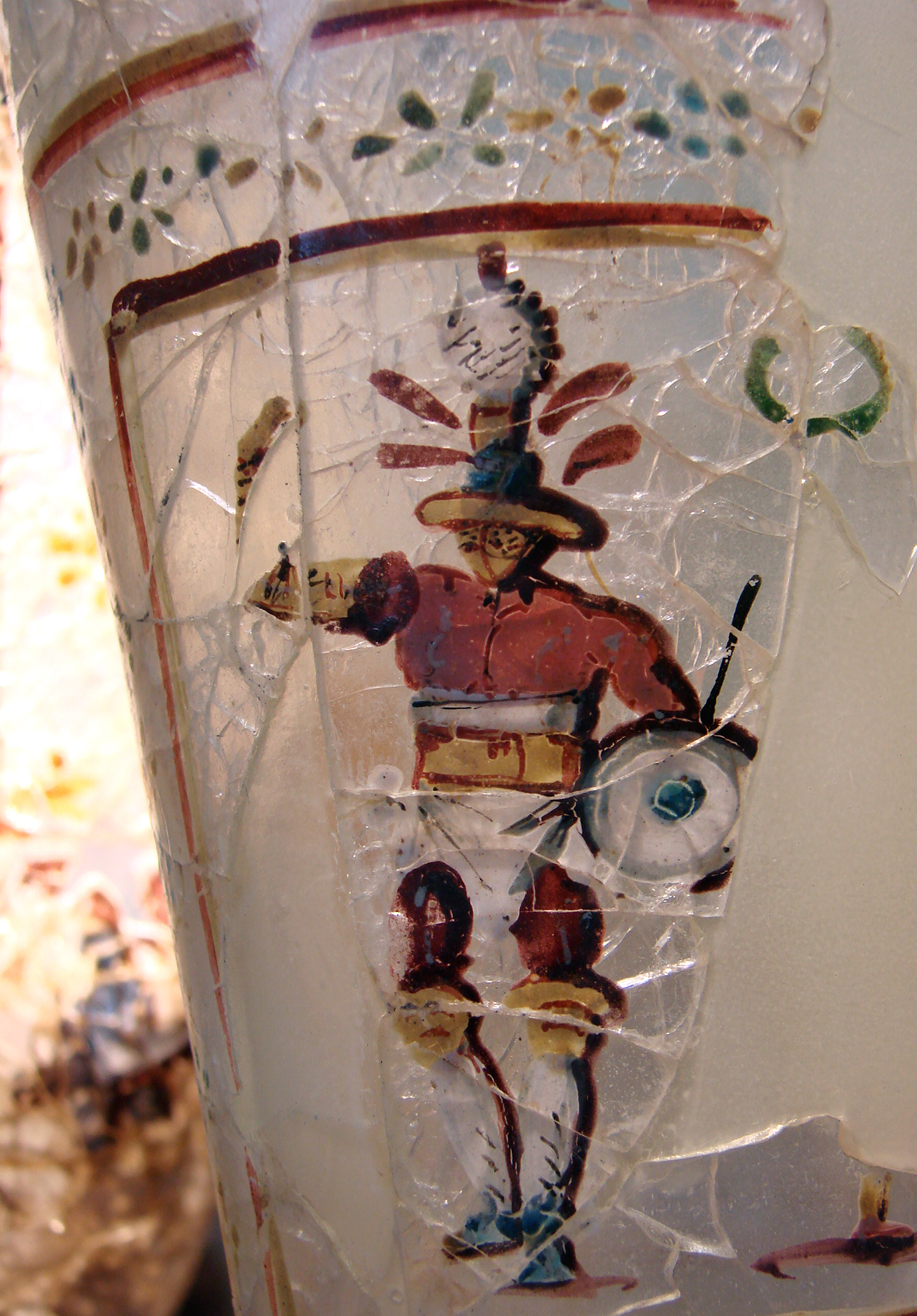
Gladiateur, verre émaillé. Art romain Ier siècle, trésor de Begrâm, région de Kâpîssâ, Afghanistan.
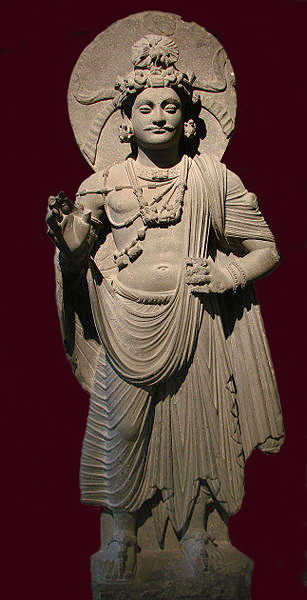
Bodhisattva, art du Gandhâra, Ier – IIIe siècle Empire kouchan. Schiste H : 120 cm. Pakistan.
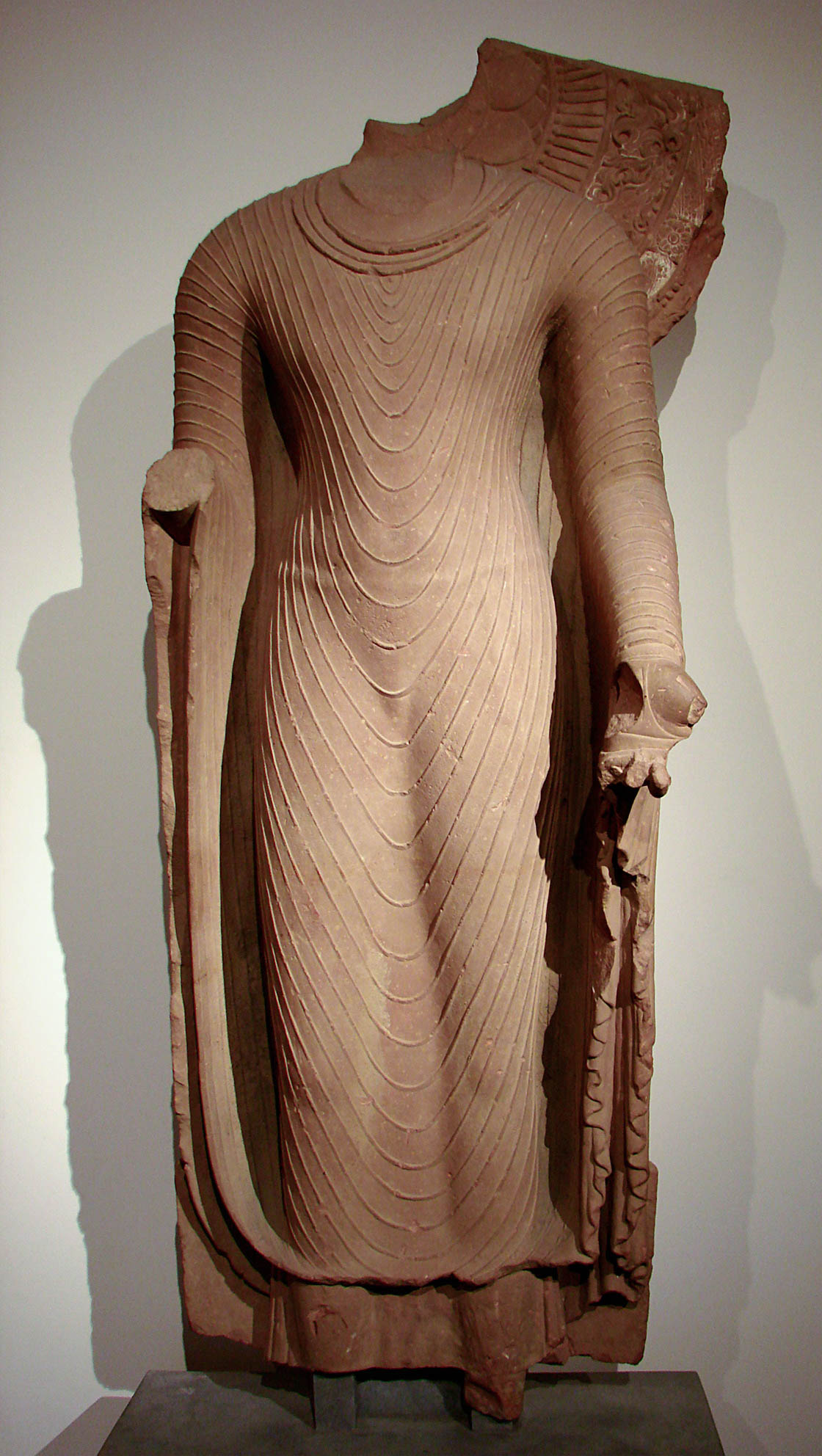
Bouddha en robe uttarâsangâ, début du VIe siècle empire Gupta, école de Mathura, grès rose, H. 142 cm. Inde.
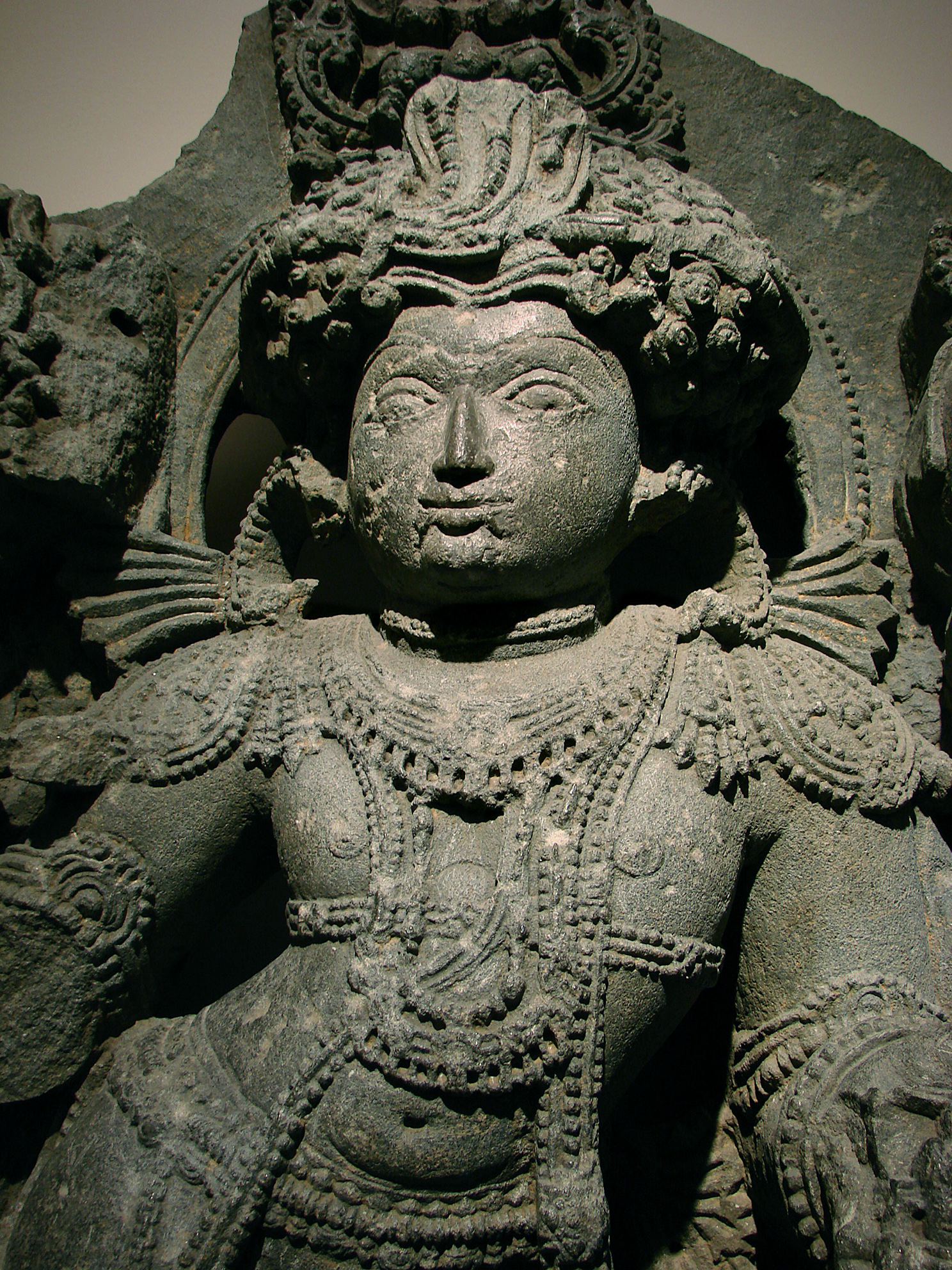
Bhairava, forme terrible de Shiva. Karnataka, époque Hoysala, XIIIe siècle, chloritoschiste. Inde.
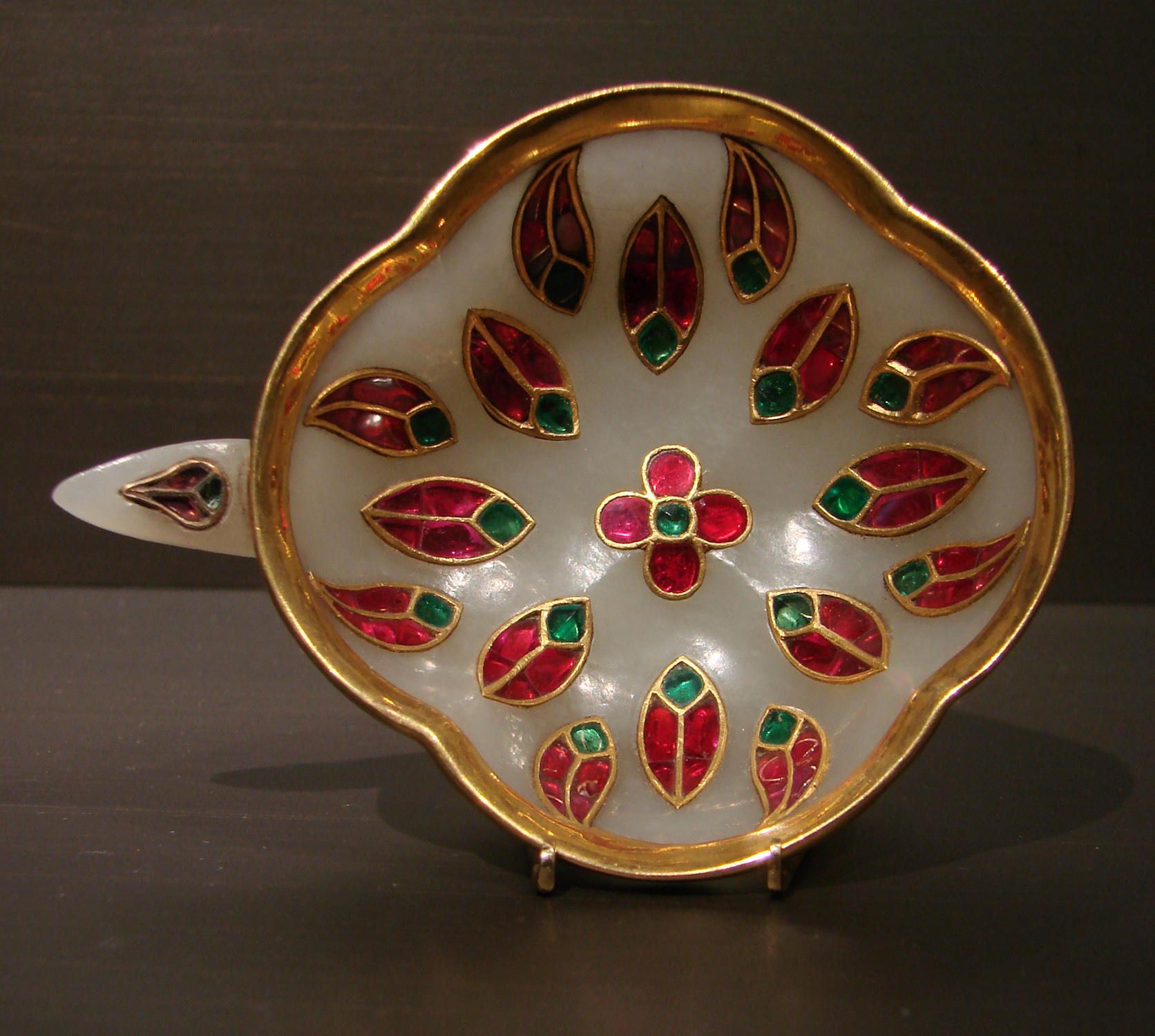
Coupe à vin. Empire moghol XVIIIe siècle. Jade, or, rubis, émeraudes. Donation Jean et Krishna Riboud. Inde.
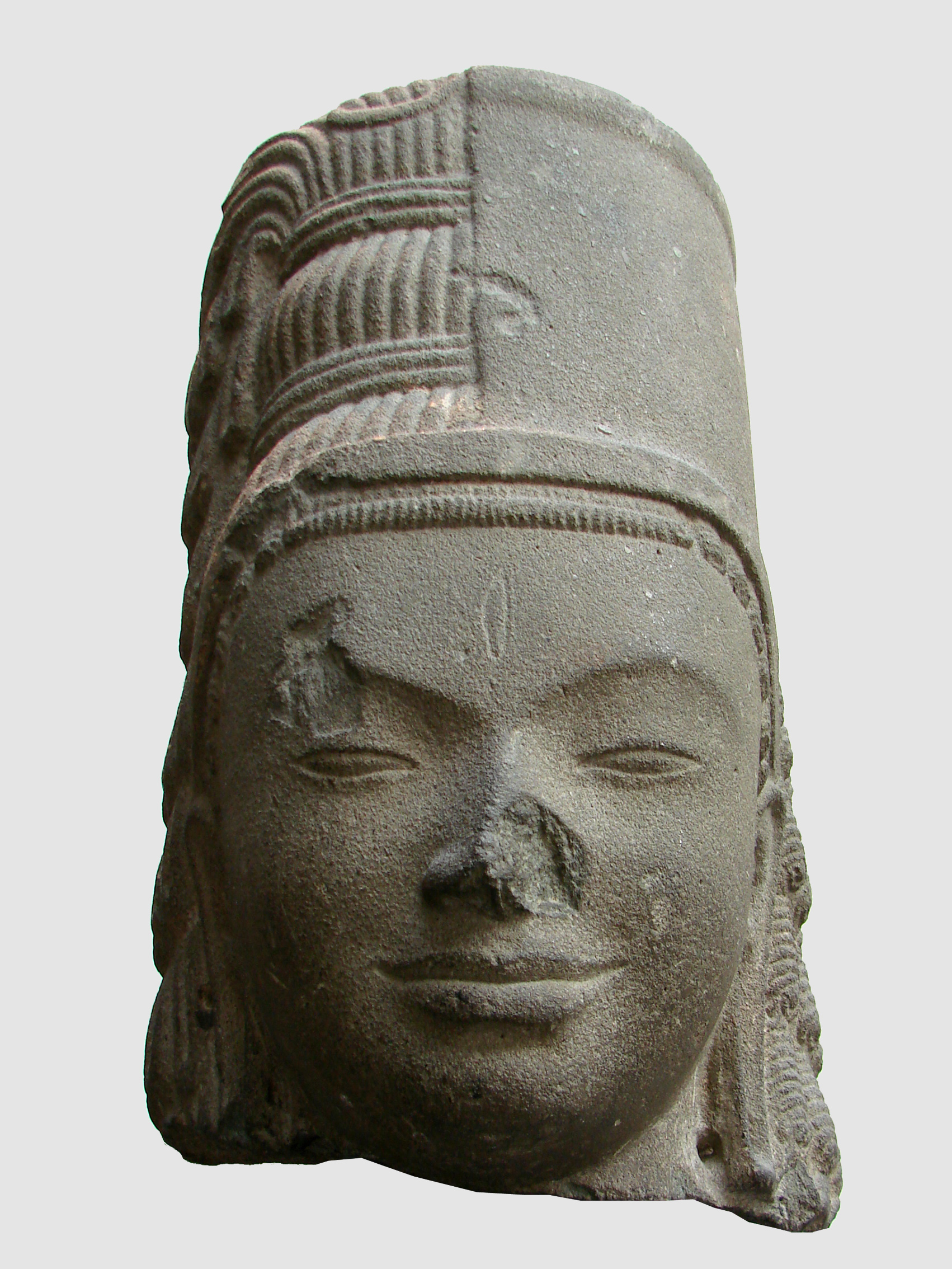
Harihara (Shiva et Vishnou), art khmer VIIe siècle, grès, province de Takeo, Style de Phnom Da. Cambodge.
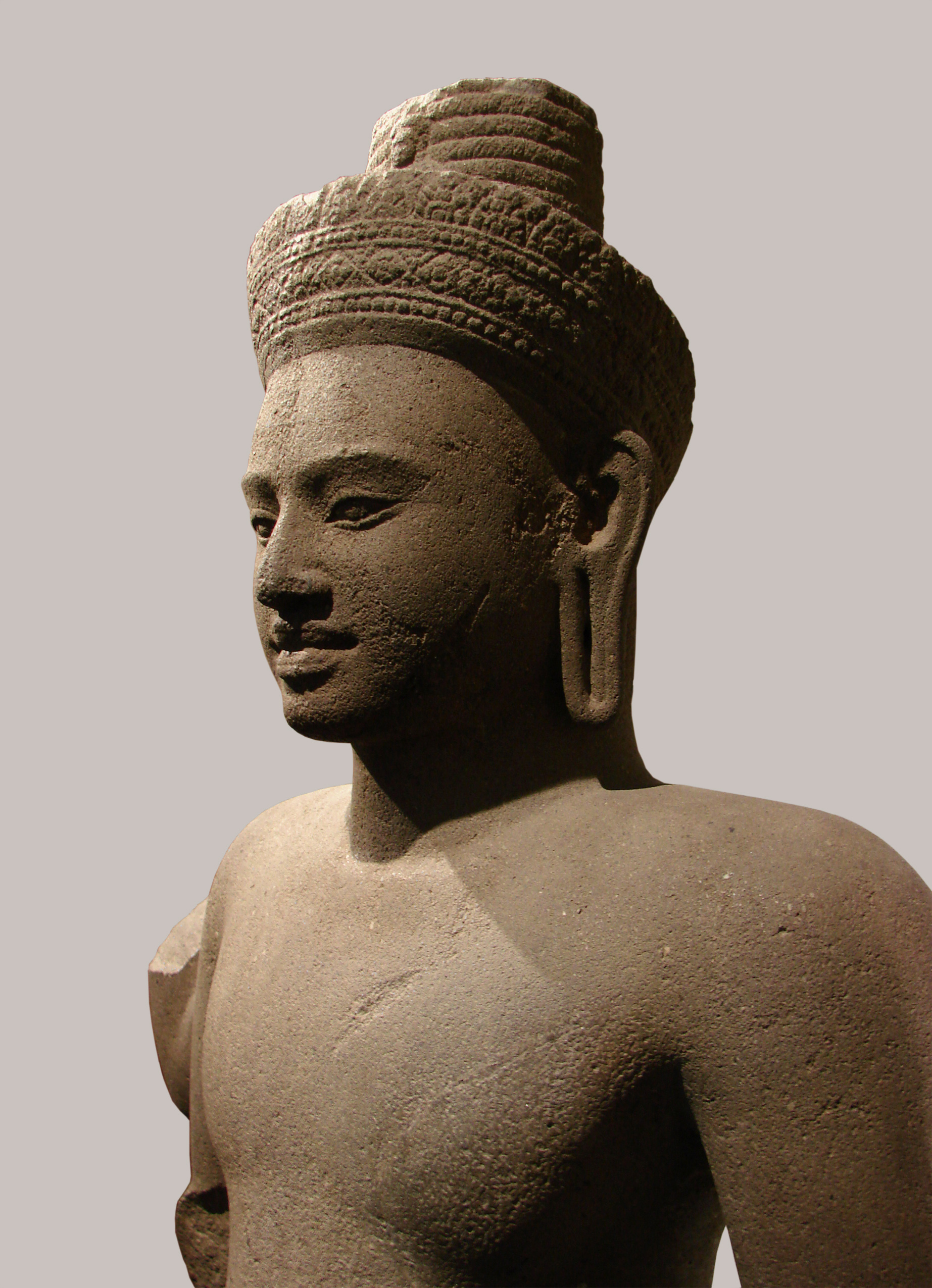
Bodhisattva Lokeśvara, art khmer fin Xe  - début XIe siècle. Cambodge.
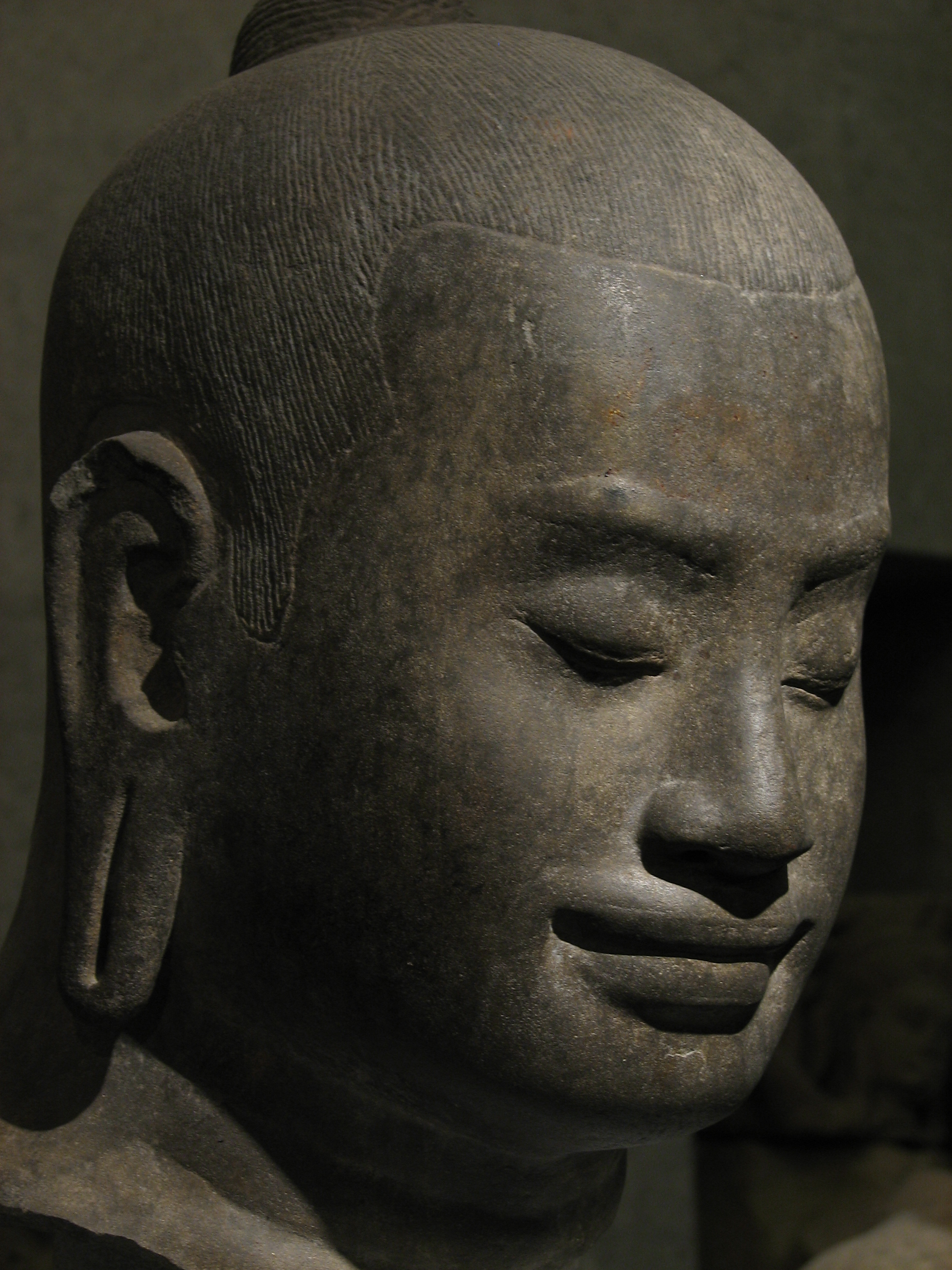
Tête présumée de Jayavarman VII, 1181-1201 ou 1218, style du Bayon (Angkor). Cambodge.
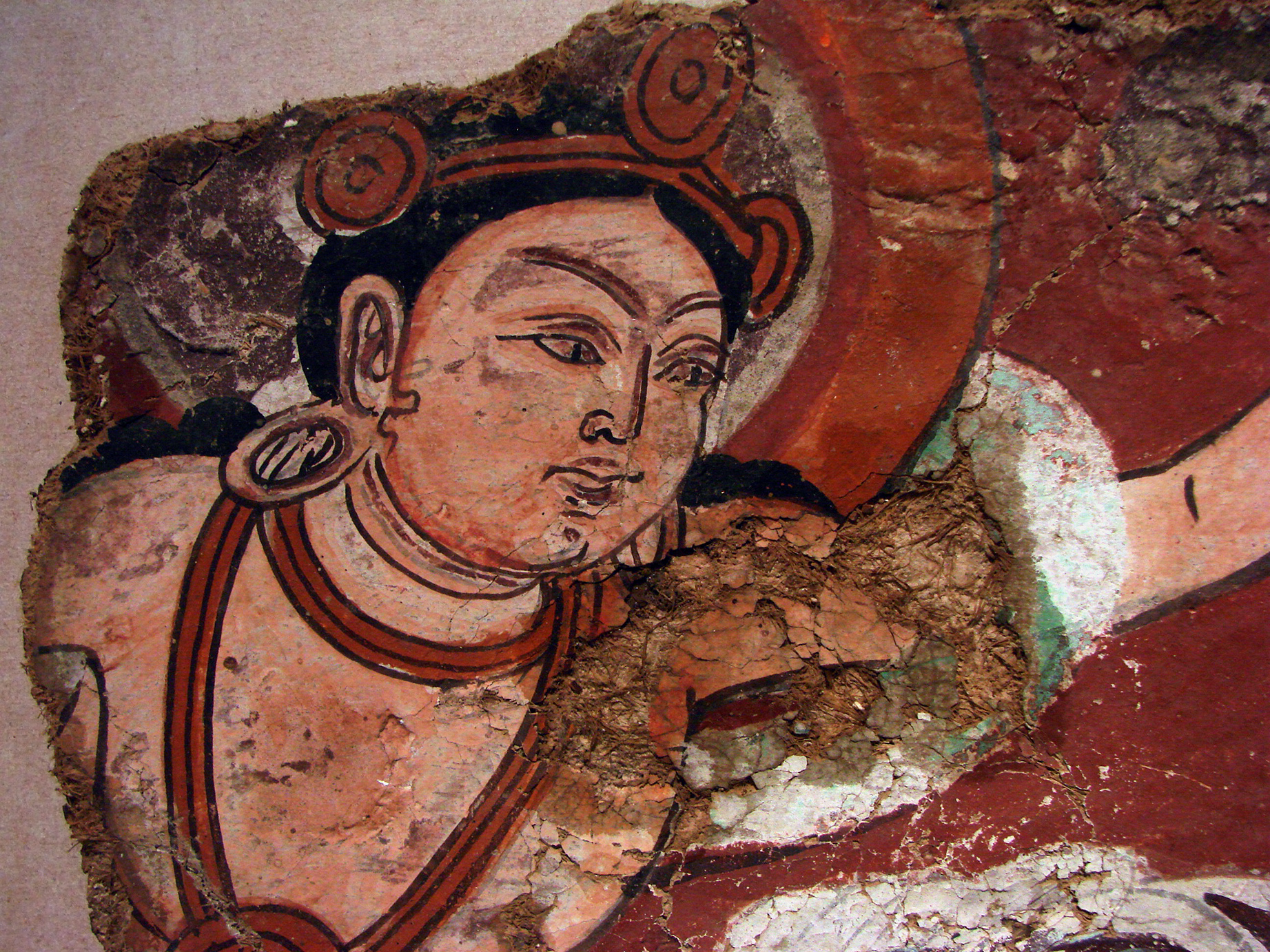
Bouddha. Peinture murale, provenant de Kucha. Dynastie Tang, première moitié du VIIIe siècle. Asie centrale du Xinjiang, Chine.
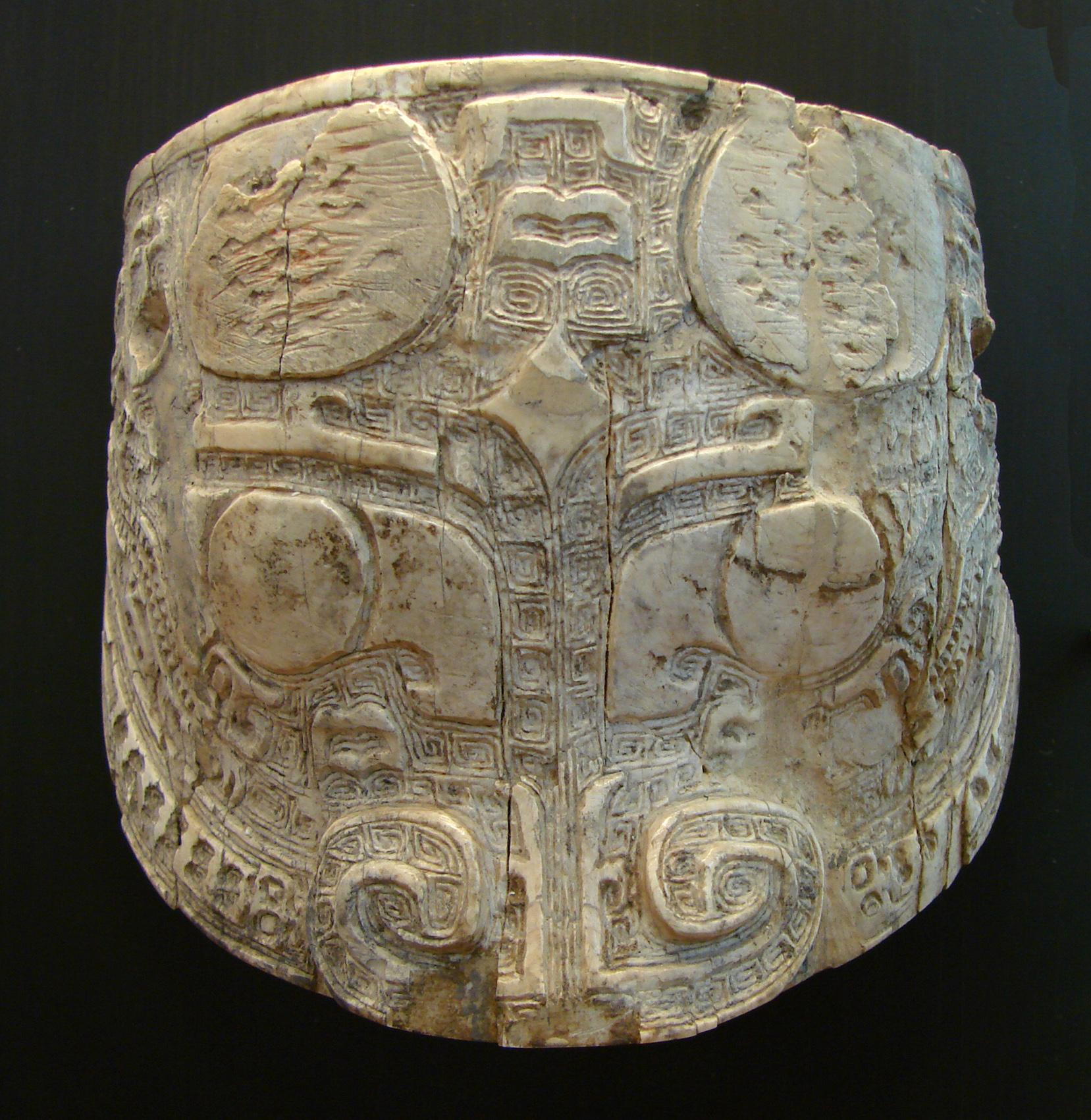
Masque taotie, ivoire. Dynastie Shang XIe siècle av. n.è. Chine.
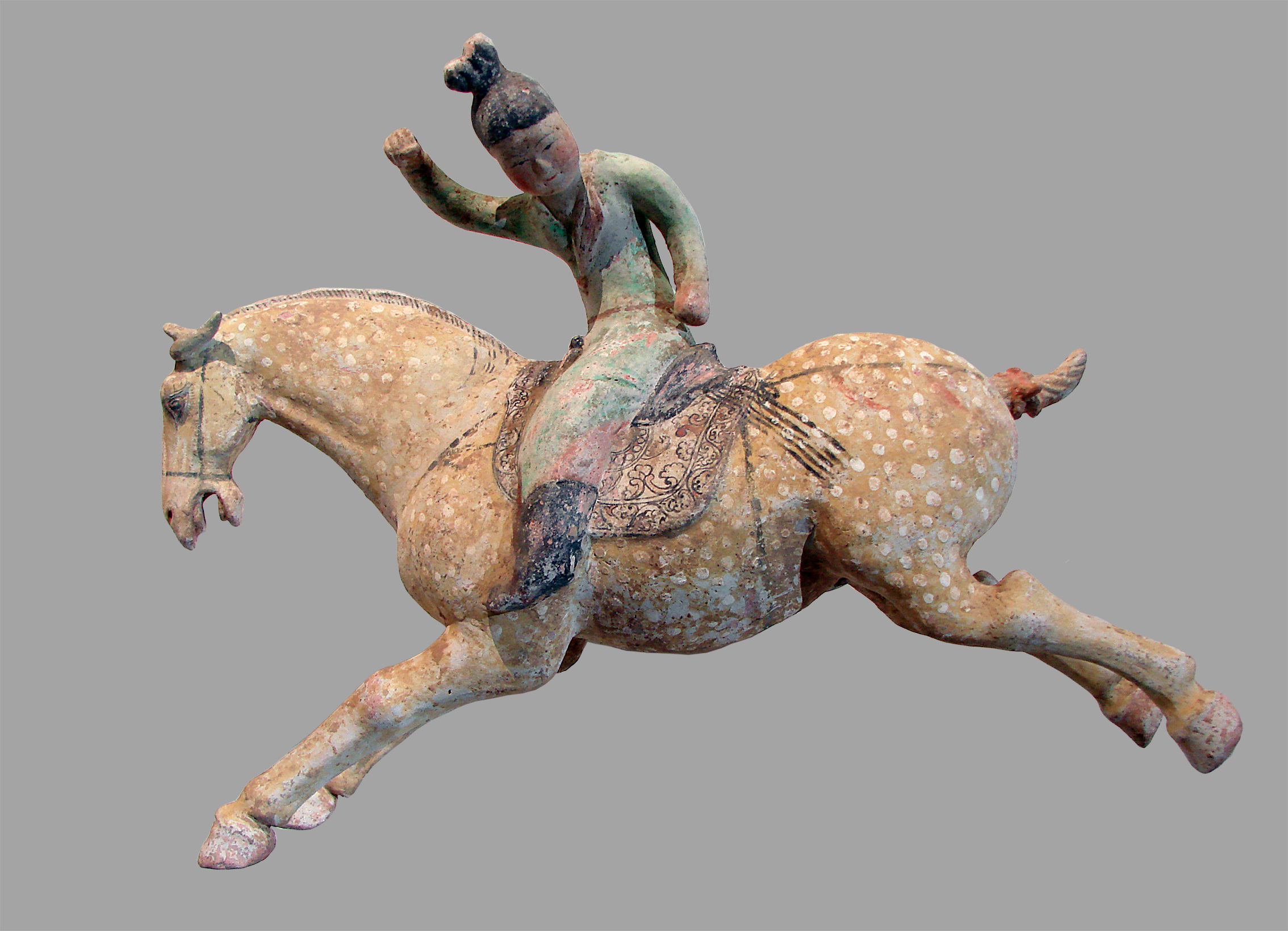
Joueuse de polo. Dynastie Tang, première moitié VIIIe siècle. Terre cuite, englobe blanc et polychromie. Chine du Nord.
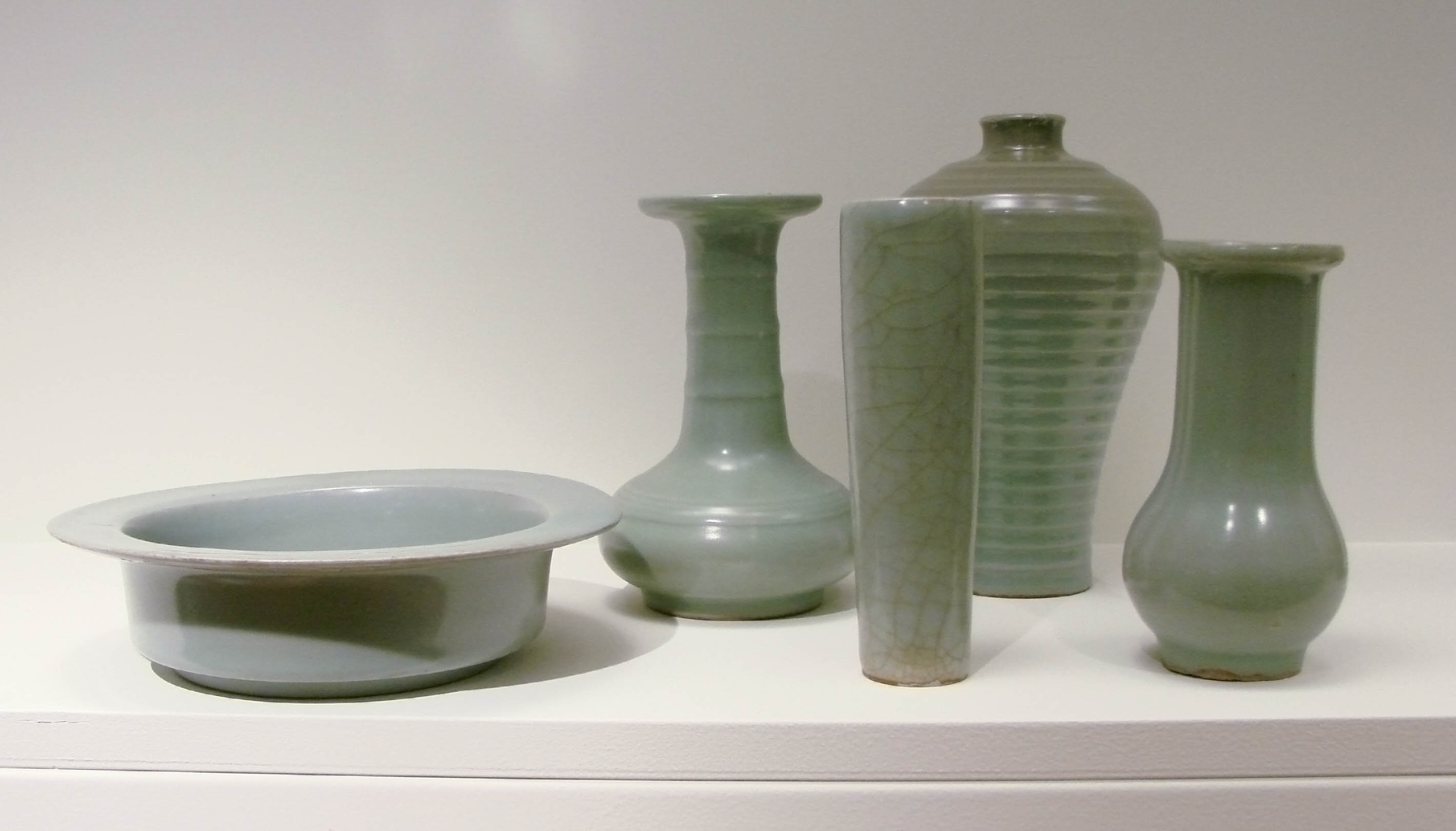
Ensemble de grès à couverte céladon. Zhejiang, Longquan, Dynastie Song du Sud, XIIIe siècle, Chine du Sud.
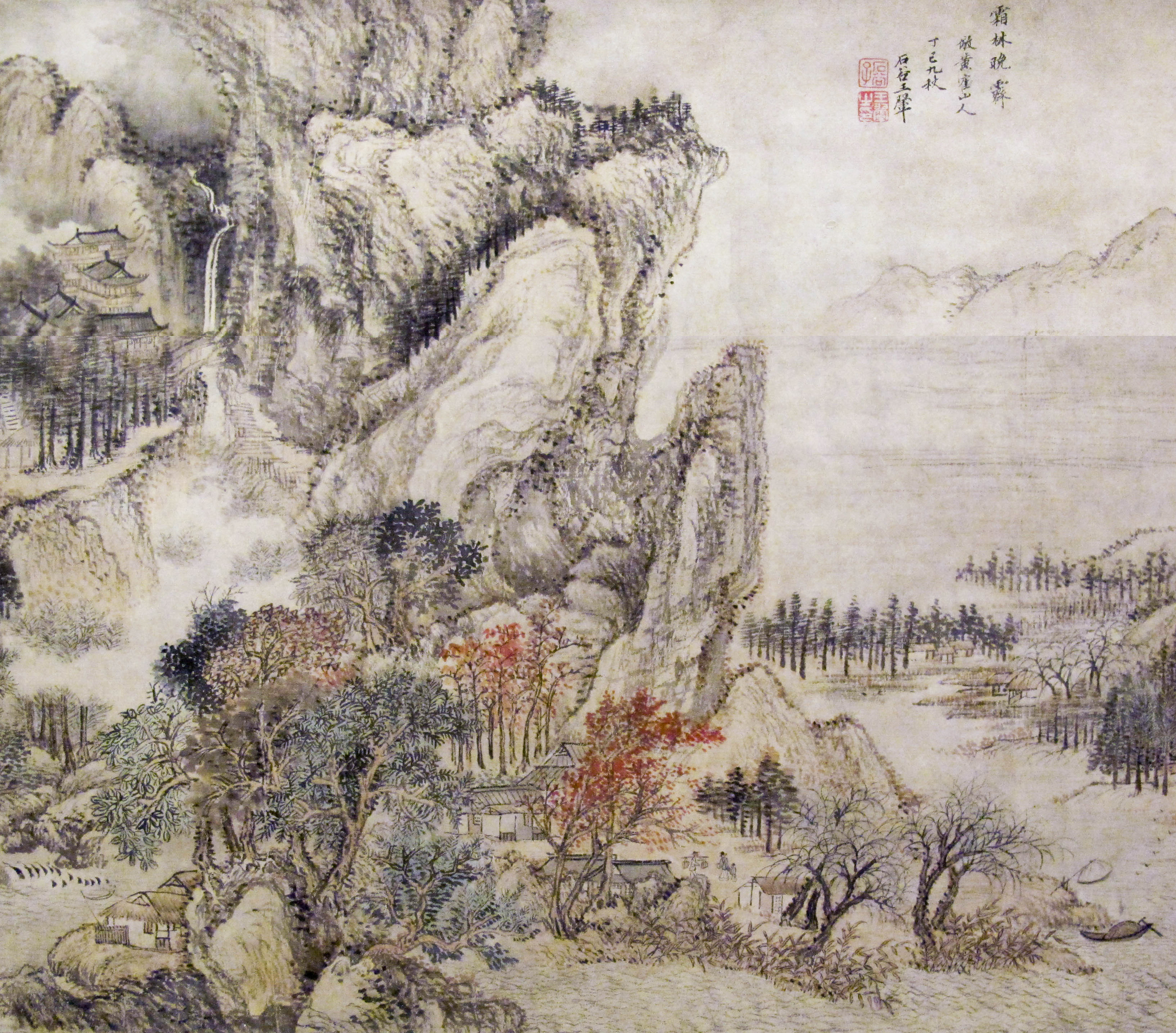
Wang Hui, ? 1632- ? 1720. La forêt sous le givre par un soir clair, dans le style de Wang Meng. Encre et couleurs légères sur papier. Dernier quart du XVIIe siècle, dynastie Qing. Détail.
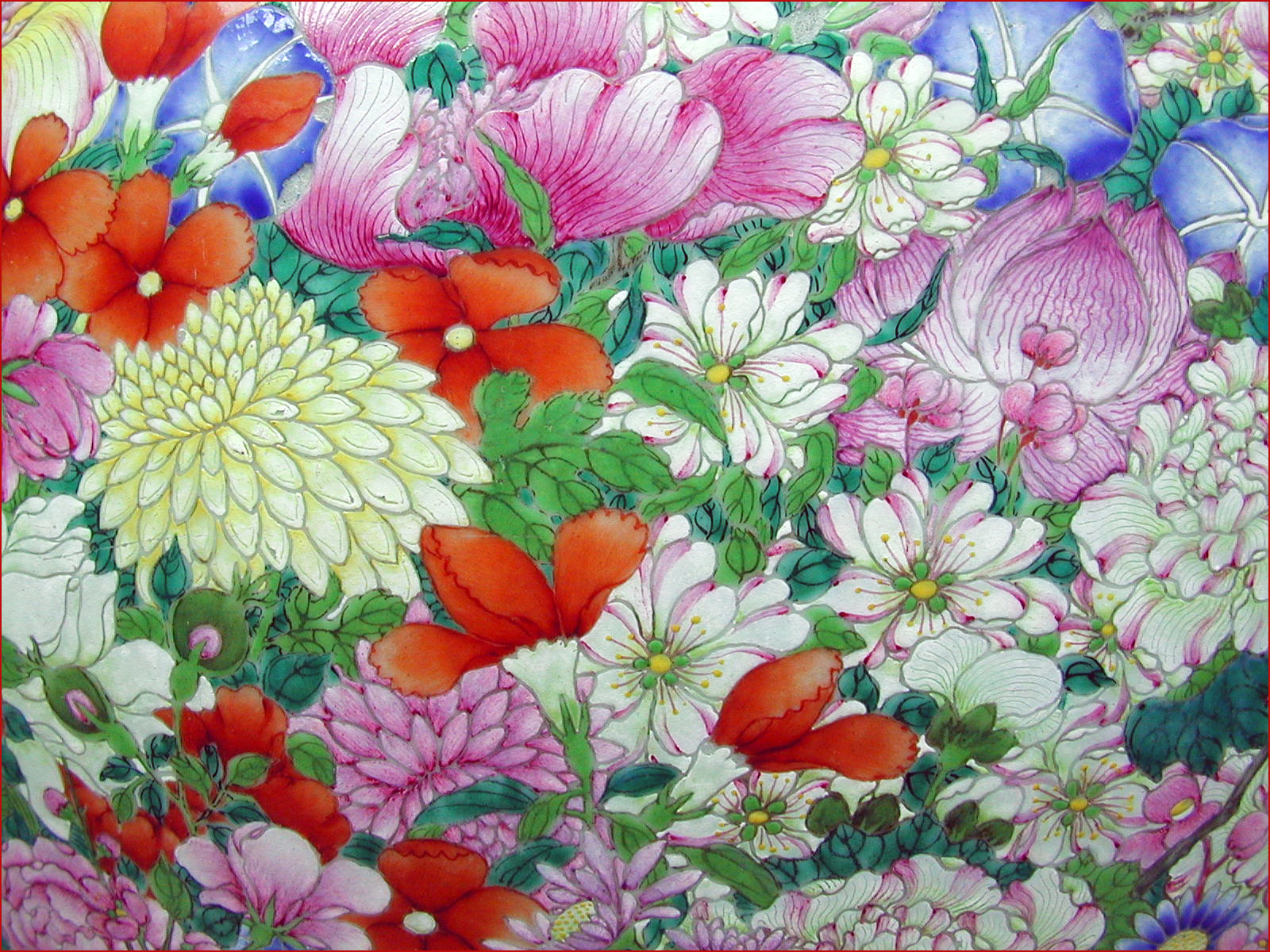
Vase à décor « mille fleurs ». Porcelaine de Jingdezhen, Jiangxi. Fin période Qianlong (1736-1795), dynastie Qing. Détail, porcelaine à décor tapissant d'émaux poudrés, « famille rose ». Chine du Sud.
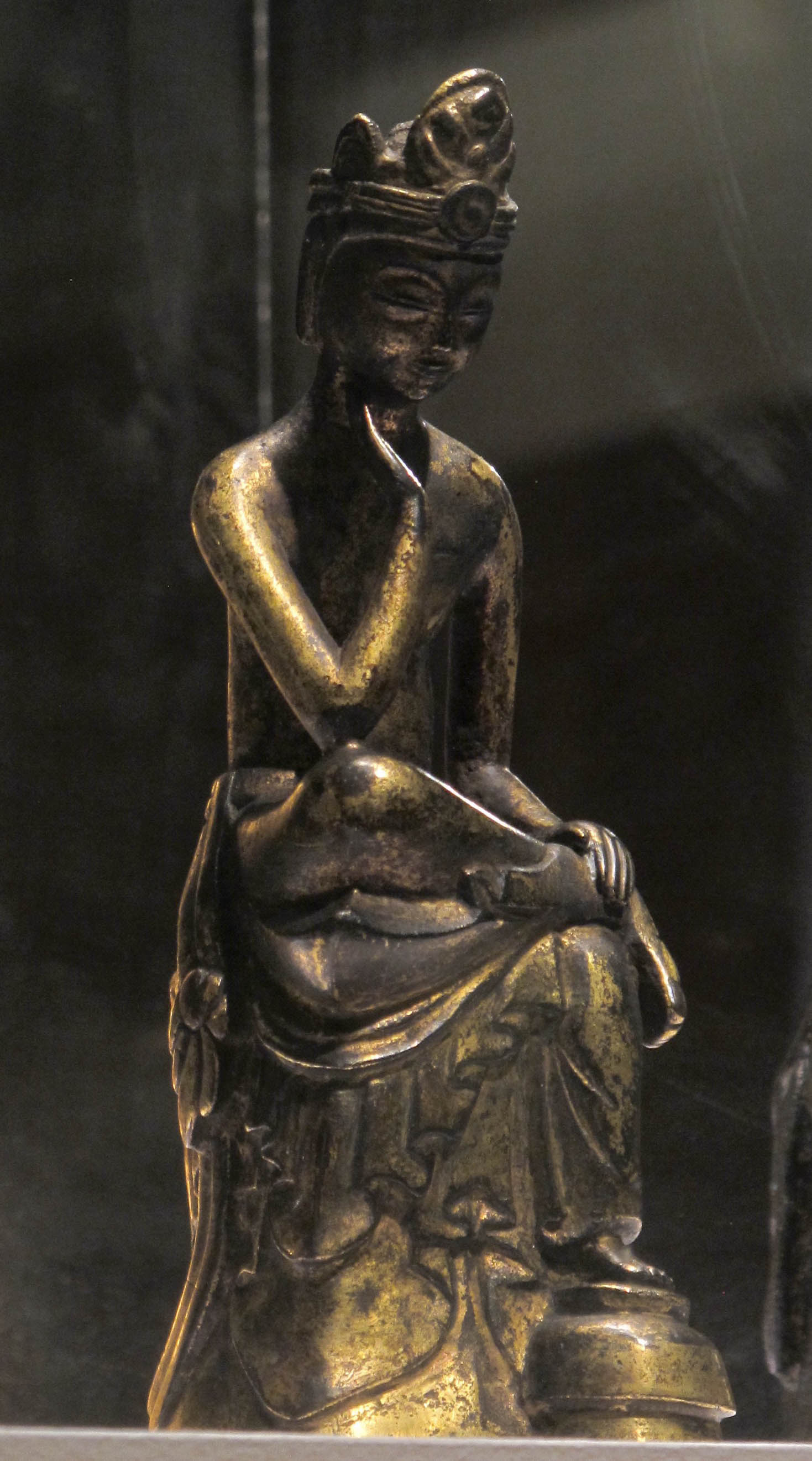
Bodhisattva en méditation. Trois Royaumes de Corée VIe siècle, royaume de Paekche. Bronze doré, H. 15,5 cm.
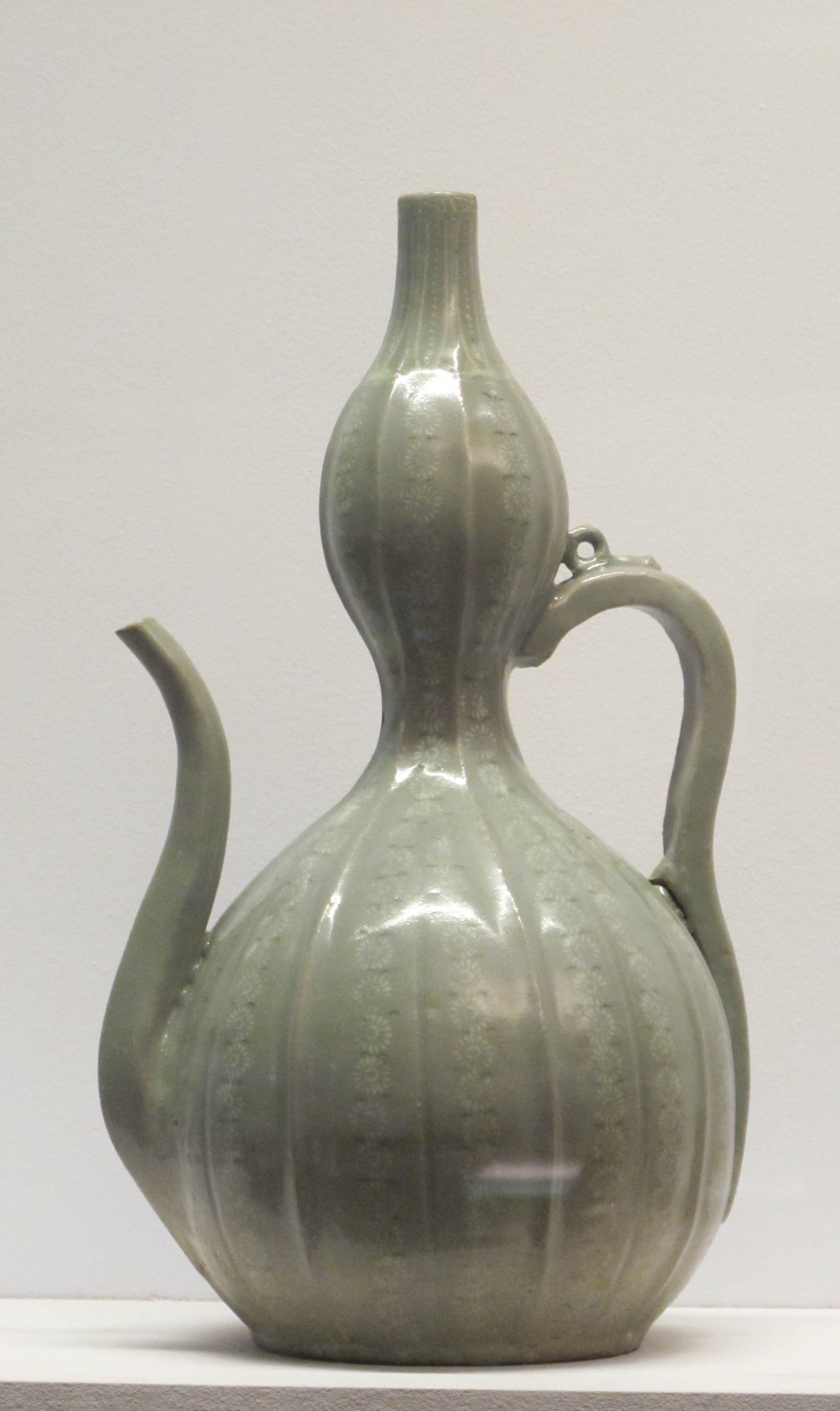
Verseuse en forme de double gourde. Décor incrusté sous couverte céladon. Goryeo (918-1392), XIIe-XIIIe. Corée
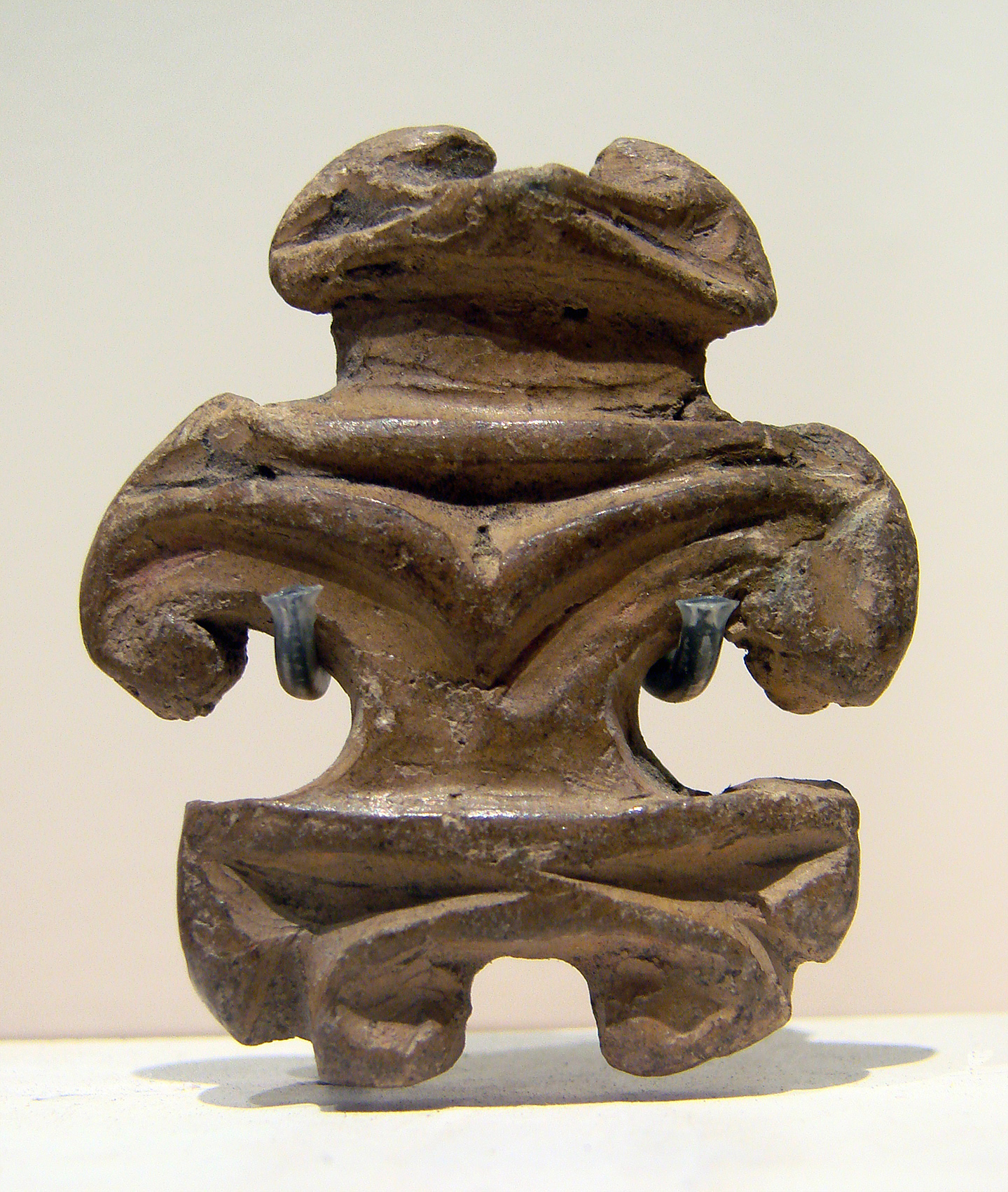
Figurine Dogū, statuette de terre cuite région du Kantō ou de Tōhoku, période Jōmon final 1000-300 av. n. è.. Japon.
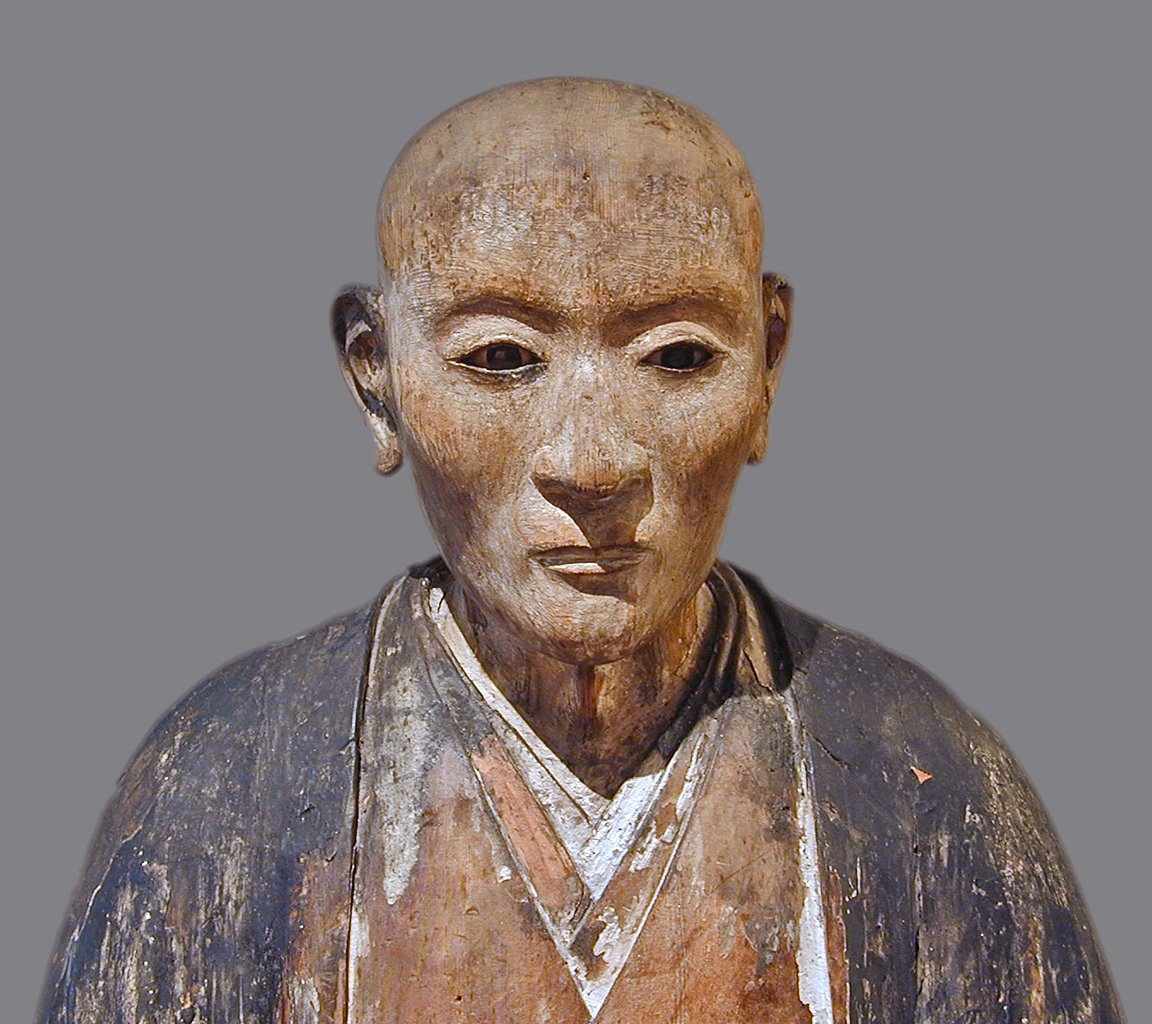
Portrait. Bois peint et laqué incrusté de cristal de roche (yeux). Début XVIIe siècle époque d'Edo. Japon.
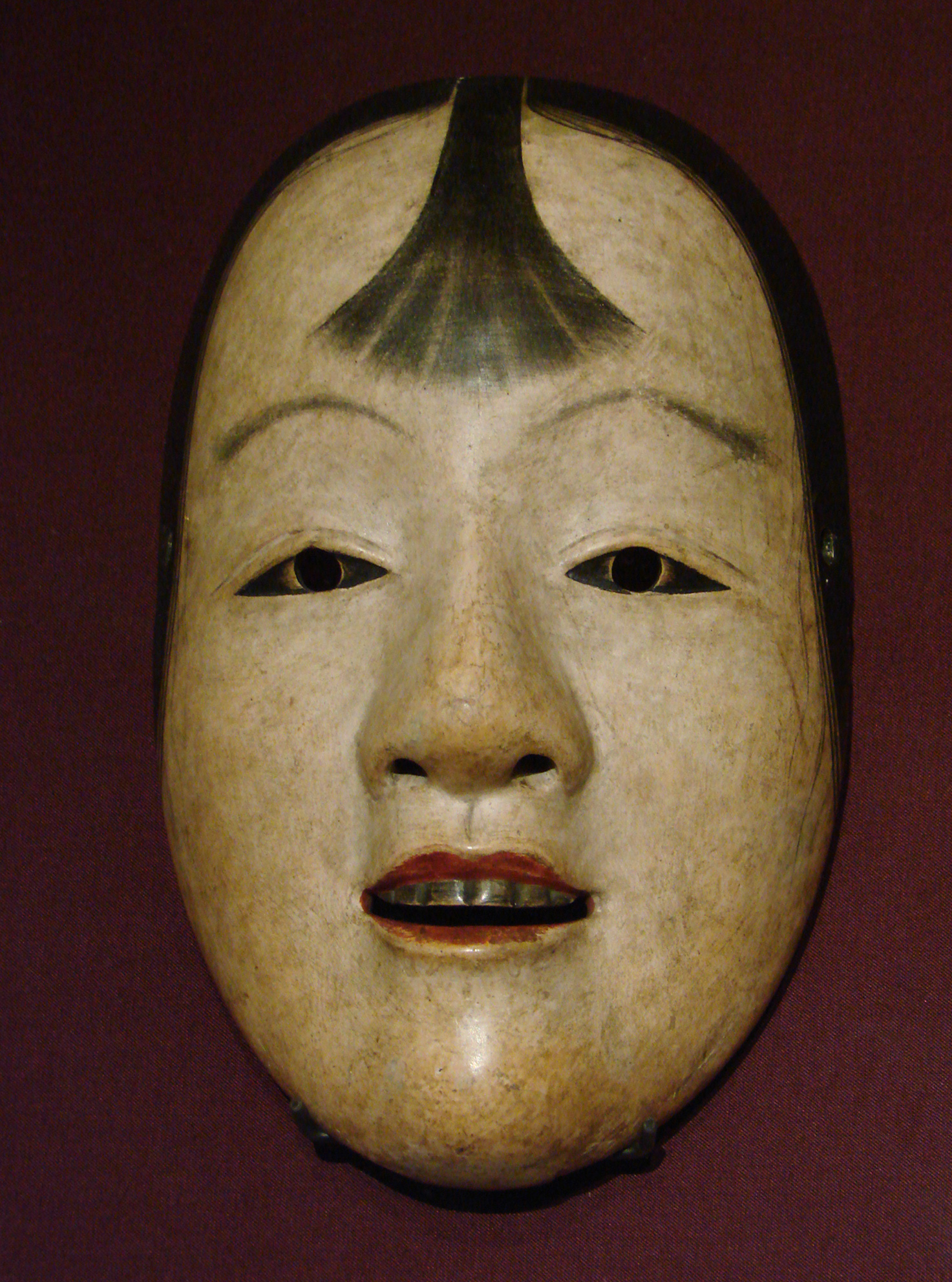
Masque du théâtre Nô représentant un adolescent. Époque d'Edo 1603-1868, bois laqué et peint. Japon.
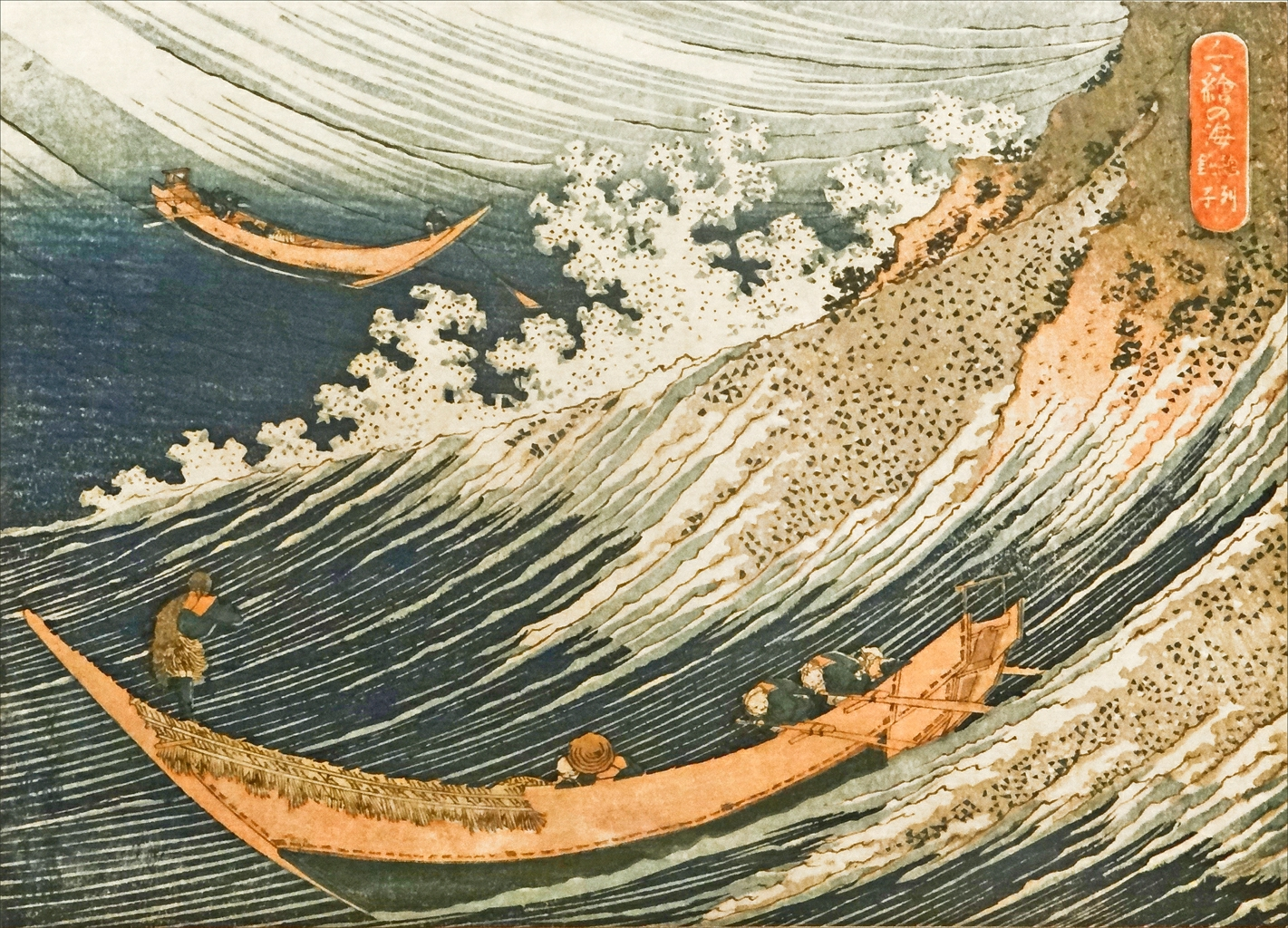
Hokusai : de la série Mille Images de l’océan : Chōshi dans la préfecture de Chiba, 1832-1834. Xylographie polychrome: nishiki-e, format chuban: 19 cm × 25,4 cm.